# 岡山站 (日本)
34°39′59″N 135°55′7″E / 34.66639°N 135.91861°E
岡山站（日语：〔〕／〔〕 Okayama eki */?）是位於日本岡山縣岡山市北區站元町1-1的西日本旅客鐵道鐵路車站。
除了是岡山市內的主要車站，由於西日本旅客鐵道包括山陽新幹線、山陽本線、伯備線、瀨戶大橋線、宇野線、津山線、吉備線、赤穗線的列車都會駛入岡山車站，同時岡山電氣軌道的東山本線在岡山車站也設有電車站－岡山站前停留場，岡山車站也成為中國地方最大的鐵路轉乘站。
西日本旅客鐵道直接接入岡山站的鐵路路線包括：

岡山站的在來線運行系統

- 山陽新幹線：往東為新神戶車站、新大阪車站方向，往西為廣島車站、博多車站方向。
- 山陽本線：往東為上郡站方向，往西為福山站方向。
- 宇野線：以本站為起點站，可往南至臨瀨戶內海的宇野站；同時前往四國的瀨戶大橋線也是利用宇野線經茶屋町站轉往本四備讚線在進入四國。
- 津山線：以本站為起點站，可往北至岡山縣北部的津山站。
- 吉備線：以本站為起點站，可往西至總社站。

此外還有兩條路線雖然在正式線路配置上並未接入本站，但運行的列車上多會駛入本站，並以岡山站作為正式起訖點的：
- 赤穂線：線路名稱上的終點為東岡山站，但列車會繼續經由山陽本線接入岡山站；經赤穗線可往東經沿海區域前往播州赤穗站。
- 伯備線：線路名稱上的起點為倉敷站，但列車會繼續經由山陽本線接入岡山站；經伯備線可往北前往米子車站和松江車站。

岡山電氣軌道的路線除了東山線外，行駛於清輝橋線的電車在通過該路線的起點站柳川停留場後也會繼續直接駛入岡山站前停留場。

## 歷史
1891年山陽鐵道自關西地區開通至岡山，設立了岡山車站；接著在1898年中國鐵道（現已改組更名為中鐵巴士）開設岡山市車站至津山車站之間的鐵路路線（現在的津山線），最初的岡山市車站位於岡山車站以北約500公尺處，直到1904年中國鐵道開通吉備線時，同時將津山線延伸至岡山站，才撤除岡山市車站。
1906年山陽鐵道被收歸國有，成為國有地車站，1910年鐵道院開通了原本由山陽鐵道規劃興建的宇野線，並且可以在宇野經由宇高連絡船前往四國的高松。
1926年完成了第二代採用鋼筋混凝土興建的車站站體；1944年中國鐵道旗下的鐵路事業被政府強制收購，此後所有連結至岡山車站的鐵路都成為國有，並於1949年後隸屬日本國有鐵道。
1972年山陽新幹線新大阪車站至岡山車站路段通車，同時也啟用第三代車站站體，岡山車站也成為新幹線的停靠車站，1975年又繼續往西延伸至博多車站；1987年國鐵分割民營化後，隸屬西日本旅客鐵道。
1988年通往四國的本四備讚線通車，瀨戶大橋線取代了宇高連絡船，從此岡山車站的列車可直接發往四國。
由於連結了許多鐵路路線，成為轉乘前往四國地區和山陰地區的重要車站，過去長期以來一直設有職業搬運員紅帽已協助旅客搬運行李，2001年東京車站取消紅帽工作人員的編制後，更成為日本唯一設有紅帽的車站，直到2006年車站大幅改善了站內換乘動線後才廢除了紅帽的編制。

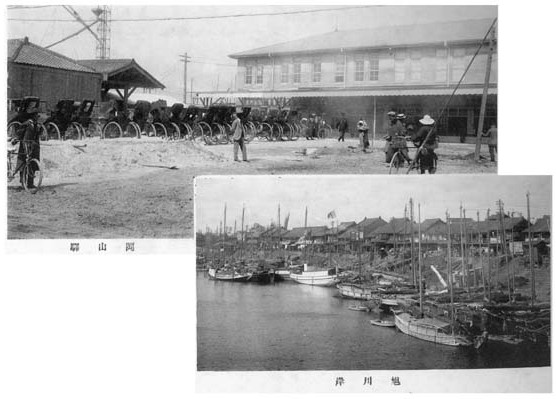
1926年以前的岡山站與旭川（日语：旭川 (岡山県)）河岸 （1926年5月岡山市役所發行的「岡山市寫真帖」）
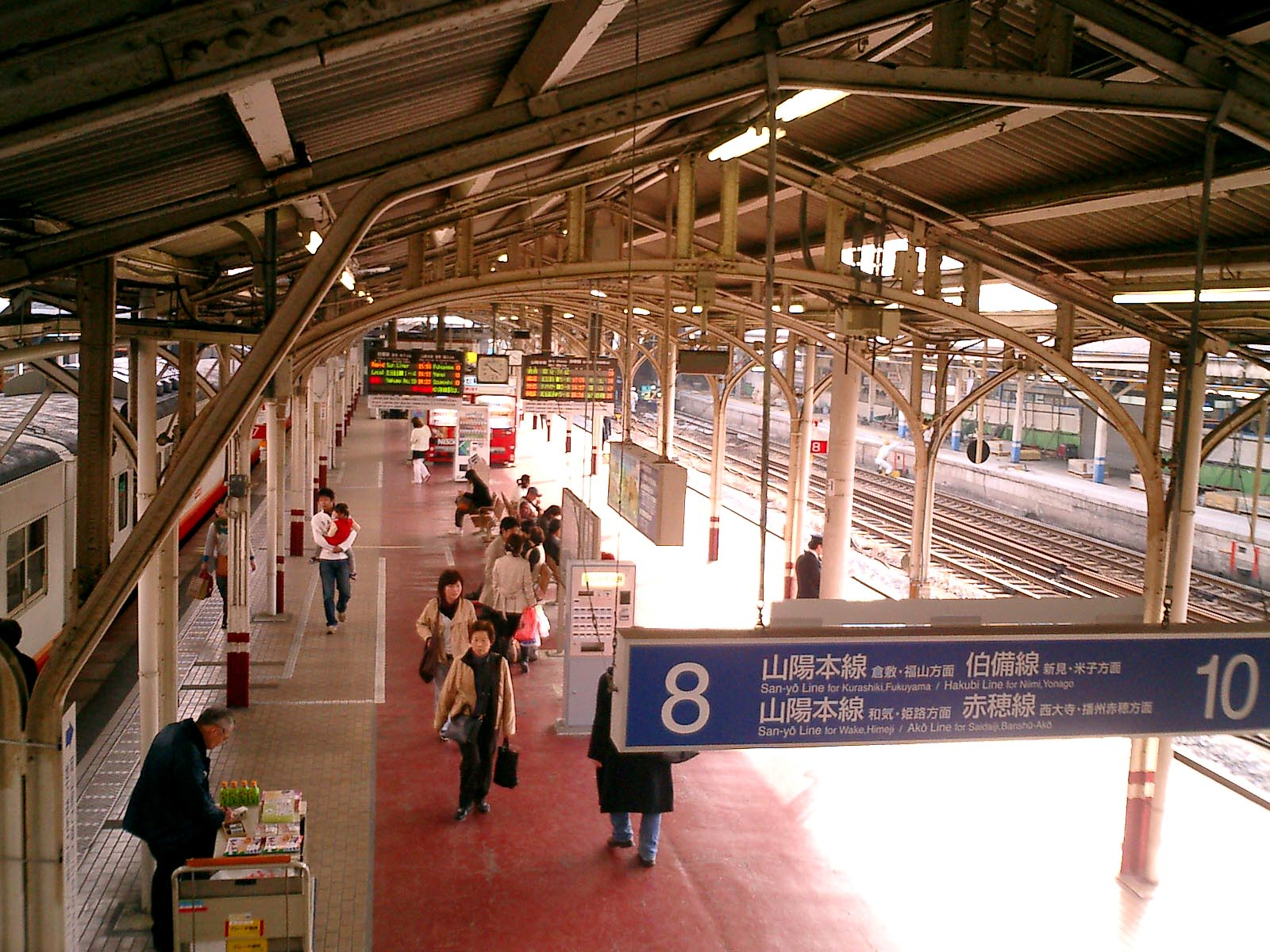
利用軌條打造的月台屋頂，為現在的3.4號月台
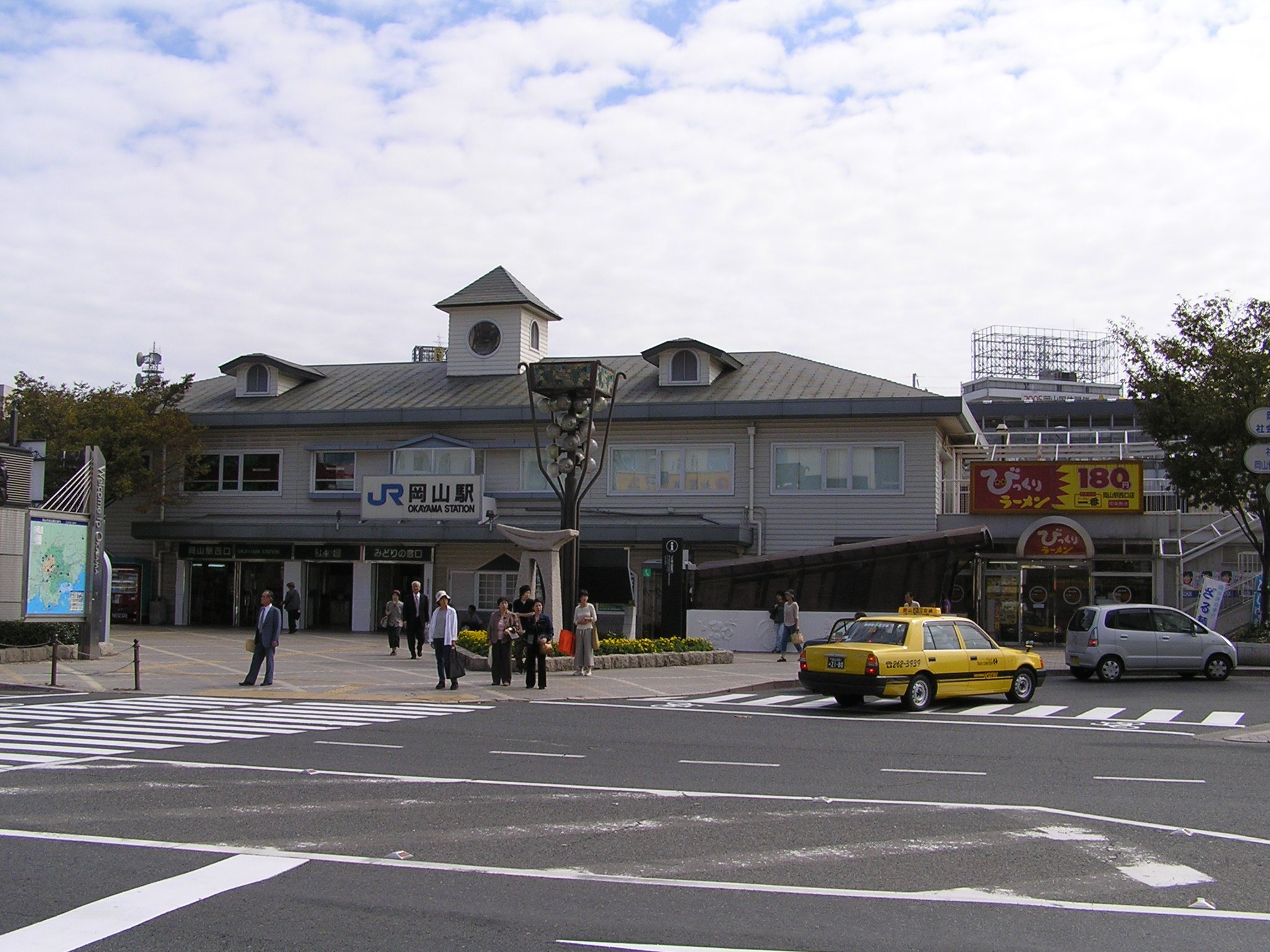
2005年拍攝的舊西口站房

## 車站構造

### JR西日本
岡山站是設有站長的直營站，同時也是管理山陽本線的北長瀨站、庭瀨站、宇野線大元站至久久原車站間各站、吉備線備前三門站至備中高松站間各站、津山線福渡站至法界院站間各站的管理車站。
本站是少數以新幹線口為站房正面的車站。2006年改建為跨站式站房，包含新幹線在內的轉乘功能都設於2樓站房內，也隨著東西連絡道的開通而廢除西口站房，現在的剪票口多集中至二樓與地下。

#### 月台配置
岡山站的在來線為4面10線的地面月台，新幹線則位於東側三樓的島式2面4線高架月台。

##### 新幹線月台
| 月台   | 路線       | 方向 | 目的地                     |
| ------ | ---------- | ---- | -------------------------- |
| 21、22 | 山陽新幹線 | 下行 | 廣島、博多、鹿兒島中央方向 |
| 23、24 | 山陽新幹線 | 上行 | 新大阪、名古屋、東京方向   |

- 本線為22、23號線，副本線（待避線）為21、24號線。
- 自東京發車並以本站為終點站的「光號列車」停靠於21號月台，反方向自本站始發往東京的「光號列車」則在24號月台發車。
- 自本站發出開往廣島、博多方向的「回聲號列車」，會從車站西側的博多綜合車輛所岡山支所逆線出入車站。
- 過去曾經新幹線月台曾經編為1 - 4號線，而在來線則是從5號線開始；過去也曾有0號線的存在。

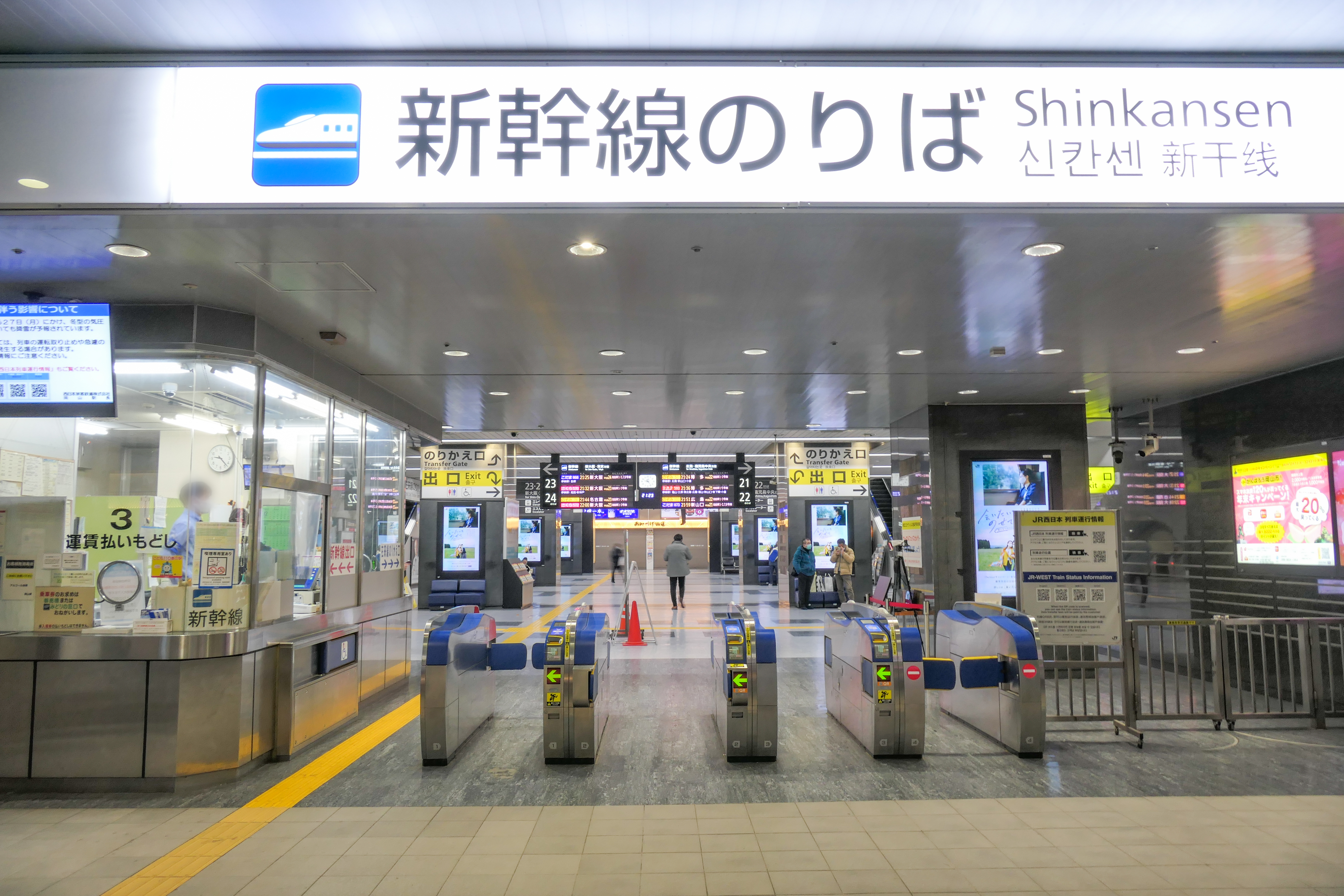
新幹線驗票口(2021年12月)
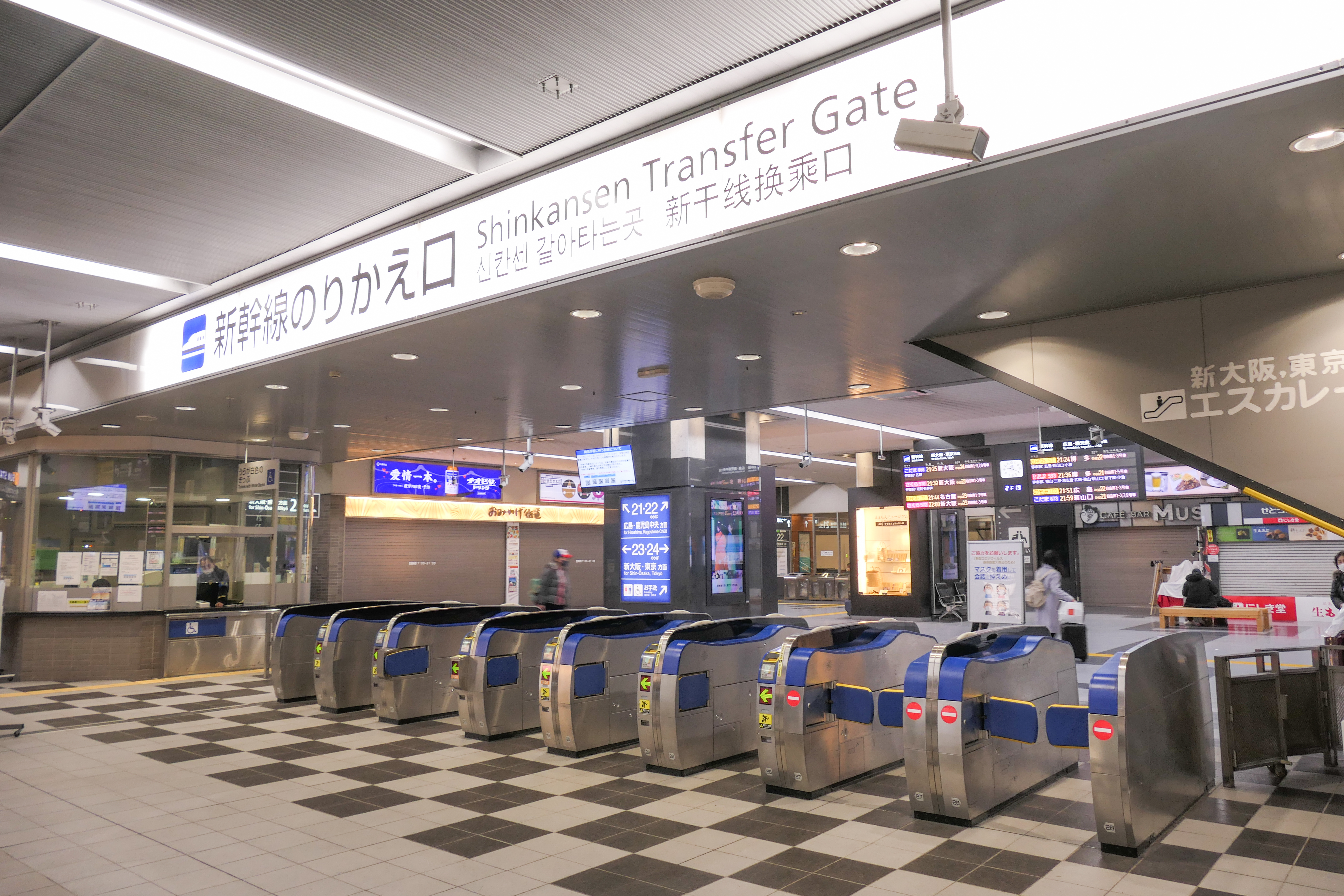
轉乘新幹線的驗票口(2021年12月)
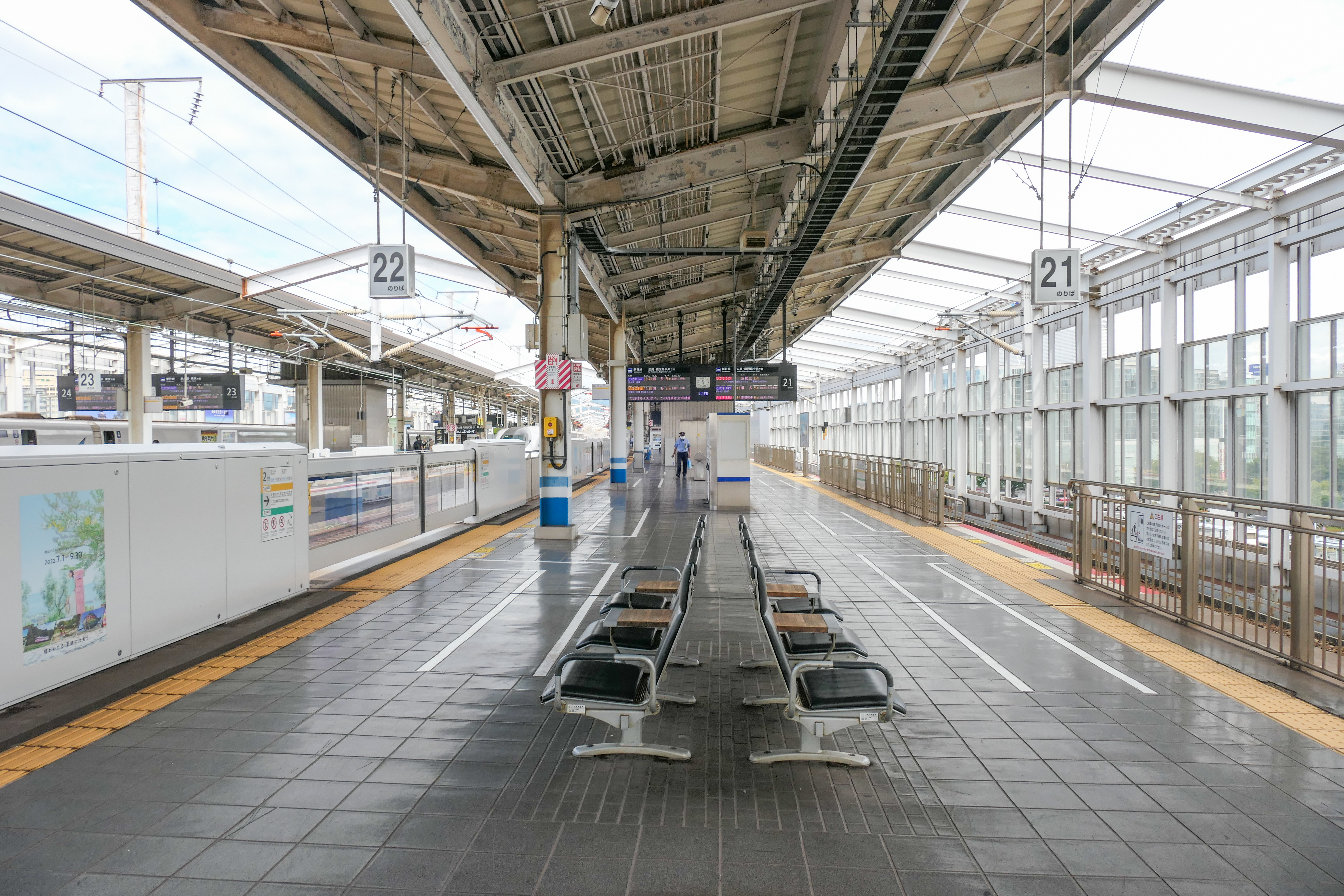
21號與22號月台(2022年9月)
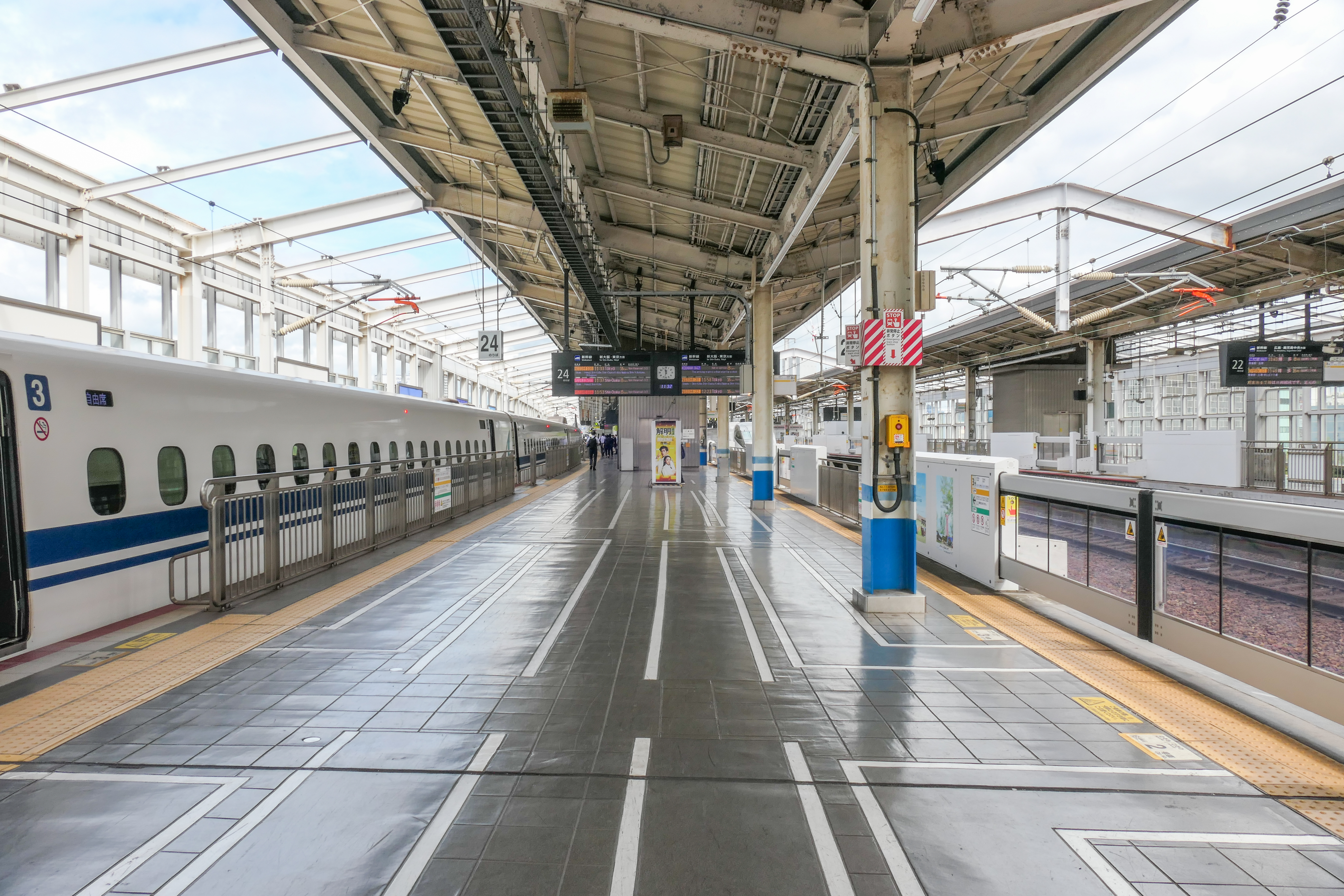
23號與24號月台(2022年9月)

##### 在來線月台
停靠本站的普通列車全部在本站變更列車編號。
※截至2010年（平成22年）3月13日
| 月台 | 路線（方向）        | 目的地                         | 備註                                           |
| ---- | ------------------- | ------------------------------ | ---------------------------------------------- |
| 1、2 | 山陽本線（下行）    | 倉敷、福山、廣島方向           |                                                |
| 1、2 | 伯備線              | 倉敷、備中高梁、新見、米子方向 | 包括特急「八雲」                               |
| 3、4 | 山陽本線（上行）    | 和氣、姬路、鳥取方向           | 包括特急「超級因幡」                           |
| 3、4 | 赤穗線              | 西大寺、播州赤穗方向           | 西大寺、播州赤穗方向                           |
| 5    | 瀨戶大橋線 宇野港線 | 茶屋町、兒島、四國、宇野方向   | 只限部分快速、普通                             |
| 6、8 | 瀨戶大橋線 宇野港線 | 茶屋町、兒島、四國、宇野方向   | 主要是四國方向的特急、快速列車、寢台特急日出號 |
| 7    | 瀨戶大橋線 宇野港線 | 茶屋町、兒島、四國、宇野方向   | 只限普通列車與一部分臨時快速列車               |
| 9    | 津山線              | 福渡、津山方向                 | 福渡、津山方向                                 |
| 10   | 桃太郎線            | 備中高松、總社方向             | 備中高松、總社方向                             |

上述路線名採用旅客資訊上的名稱（「瀨戶大橋線」「宇野港線」「桃太郎線」為路線愛稱）。
3號月台可開往倉敷方向、津山方向，但現在沒有此類的營業列車設定。5、8號月台可向山陽本線兩方向發車。在車站改建工程時，5號月台有山陽本線、赤穗線的定期營業列車停靠（8號月台可發往津山方向）。9、10號月台可發往津山方向、總社方向。
- 寢台特急「SUNRISE瀨戶」、「SUNRISE出雲」的上行列車（東京方向）在4號月台、下行列車（高松方向、出雲市方向）在8號月台進行解並聯。
- 本站往茶屋町方向的列車中，往兒島方向的稱作「瀨戶大橋線」，往宇野的稱作「宇野線」。
- 山陽本線的貨物列車，下行通過1號月台，上行通過4號月台。直通瀨戶大橋線的貨物列車，上下行都會暫時停靠8號月台，進行運行時刻的調整與乘務員換班。
- 各月台的資訊看板會顯示入站的列車車名。特急以紅色、快速以橙色表示。
  - 1、2號月台：八雲（實際上僅使用2號月台）
  - 3、4號月台：超級因幡
  - 5 - 8號月台：潮風、南風、渦潮、Marine Liner
- 2009年（平成21年）以前有本站來往德山站與下關站的直通日間快速「Cityliner」運行，2010年（平成22年）3月13日改點後廢除。同時也逐漸將一般往廣島方向的列車終點縮短至糸崎站。

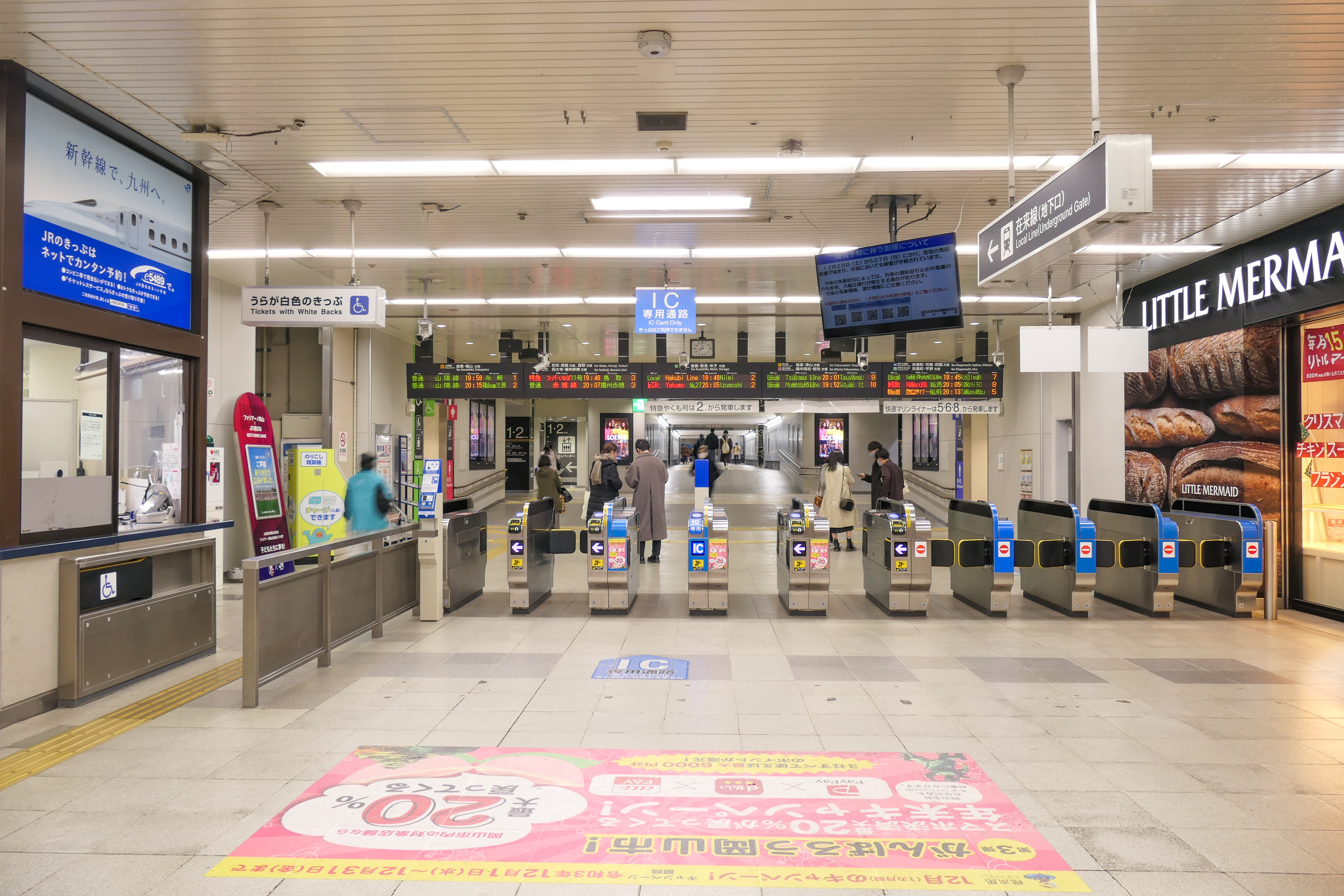
位於地下的驗票口(2021年12月)
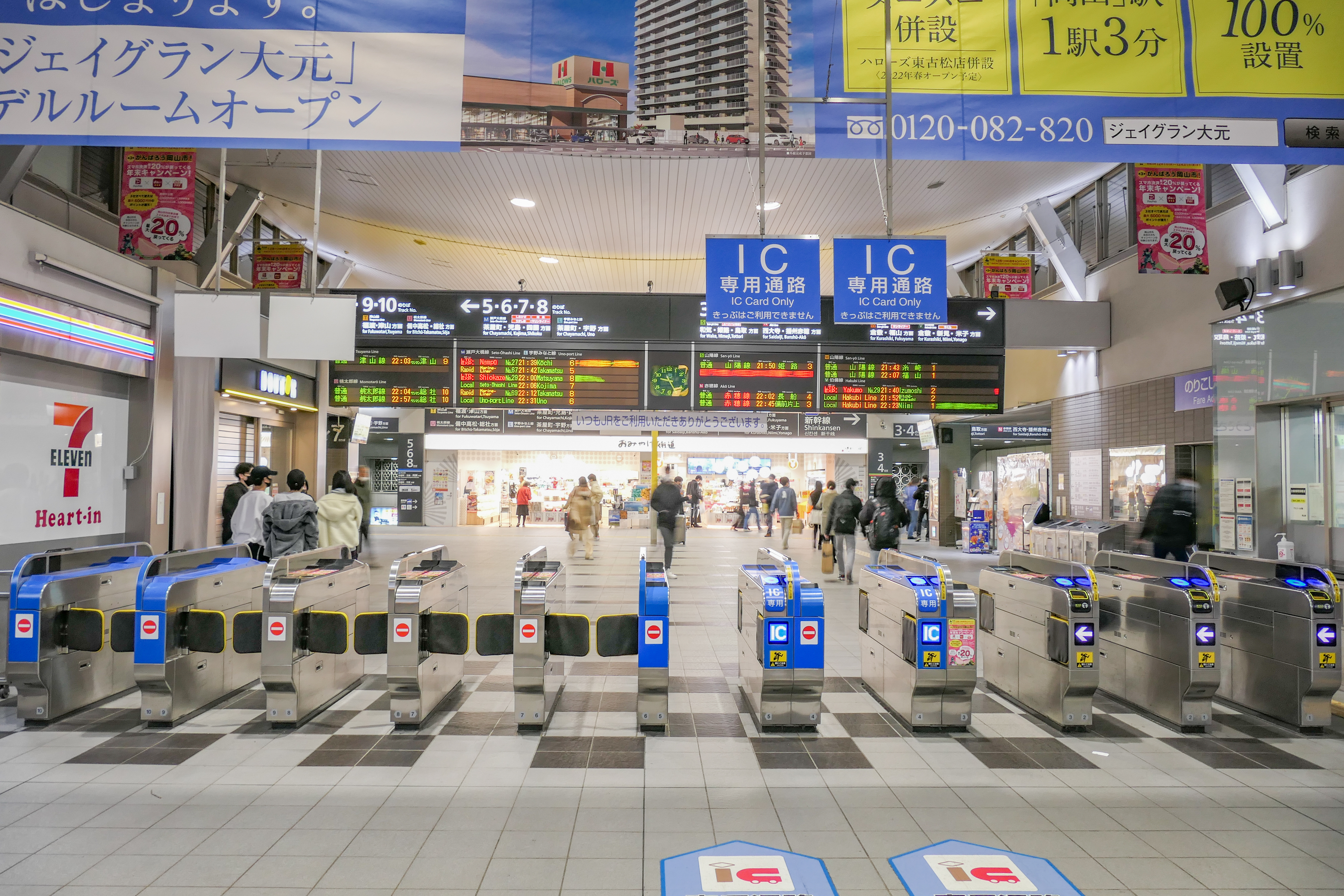
中央驗票口(2021年12月)
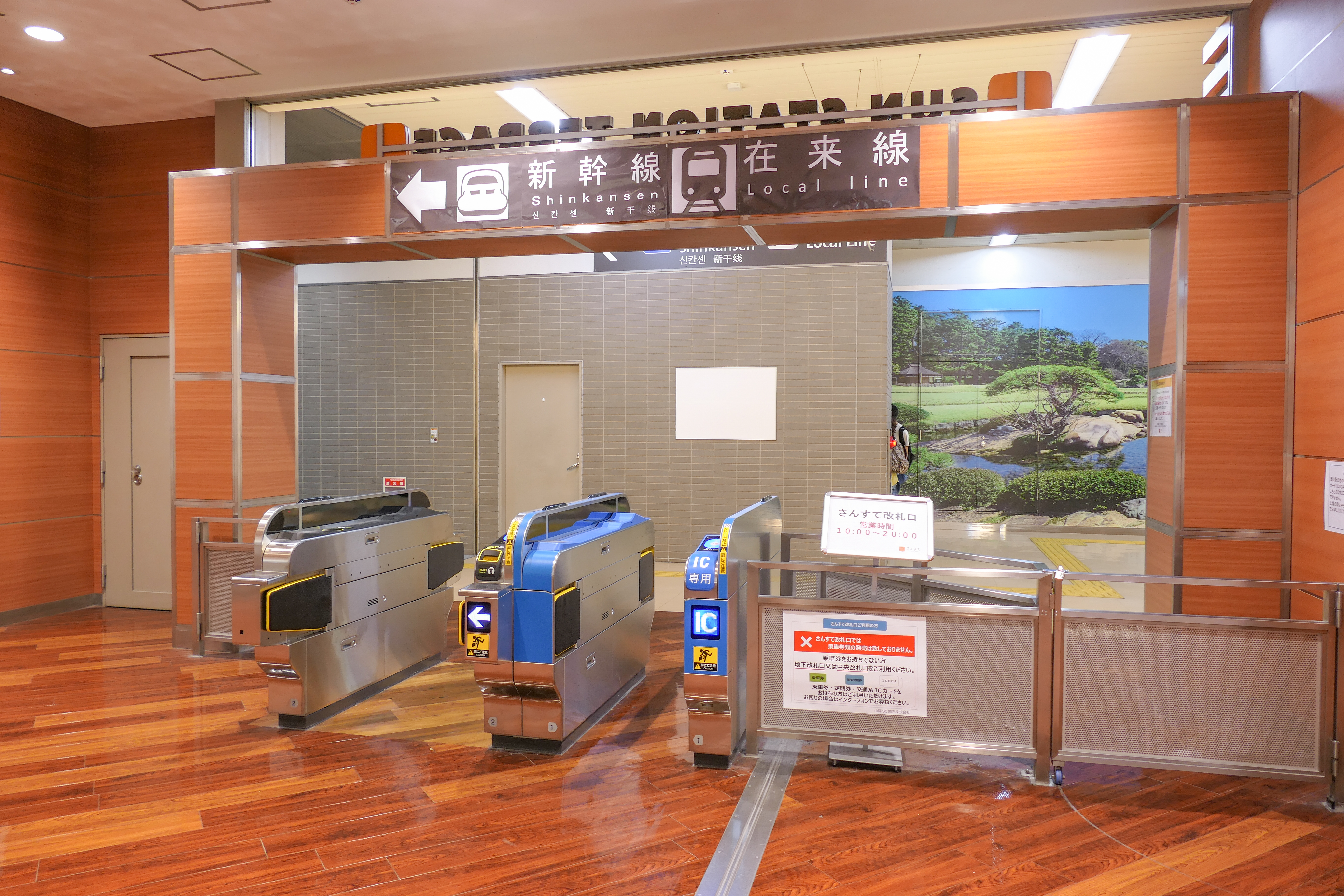
San-Ste 驗票口(2022年10月)
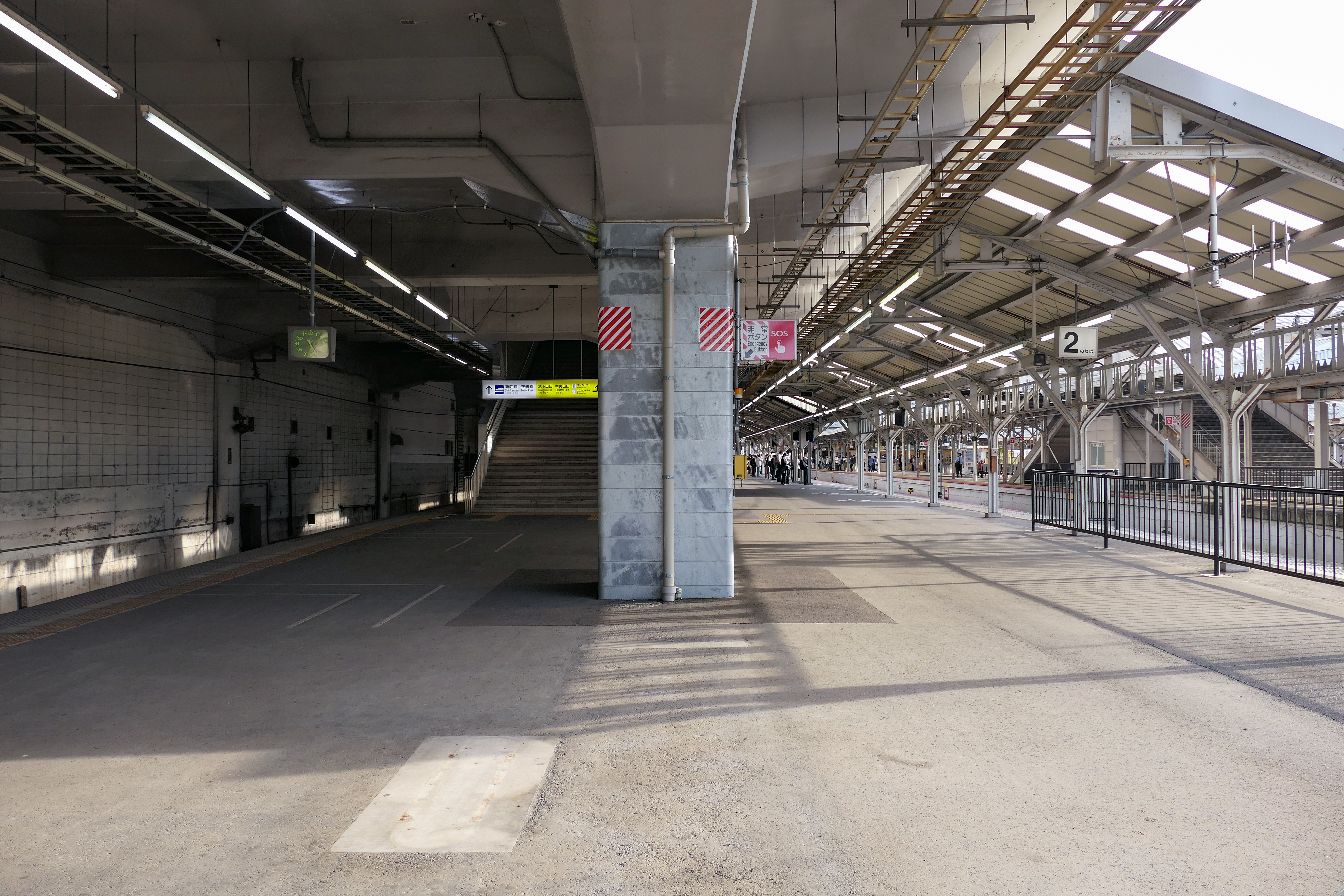
1號與2號月台(2022年10月)
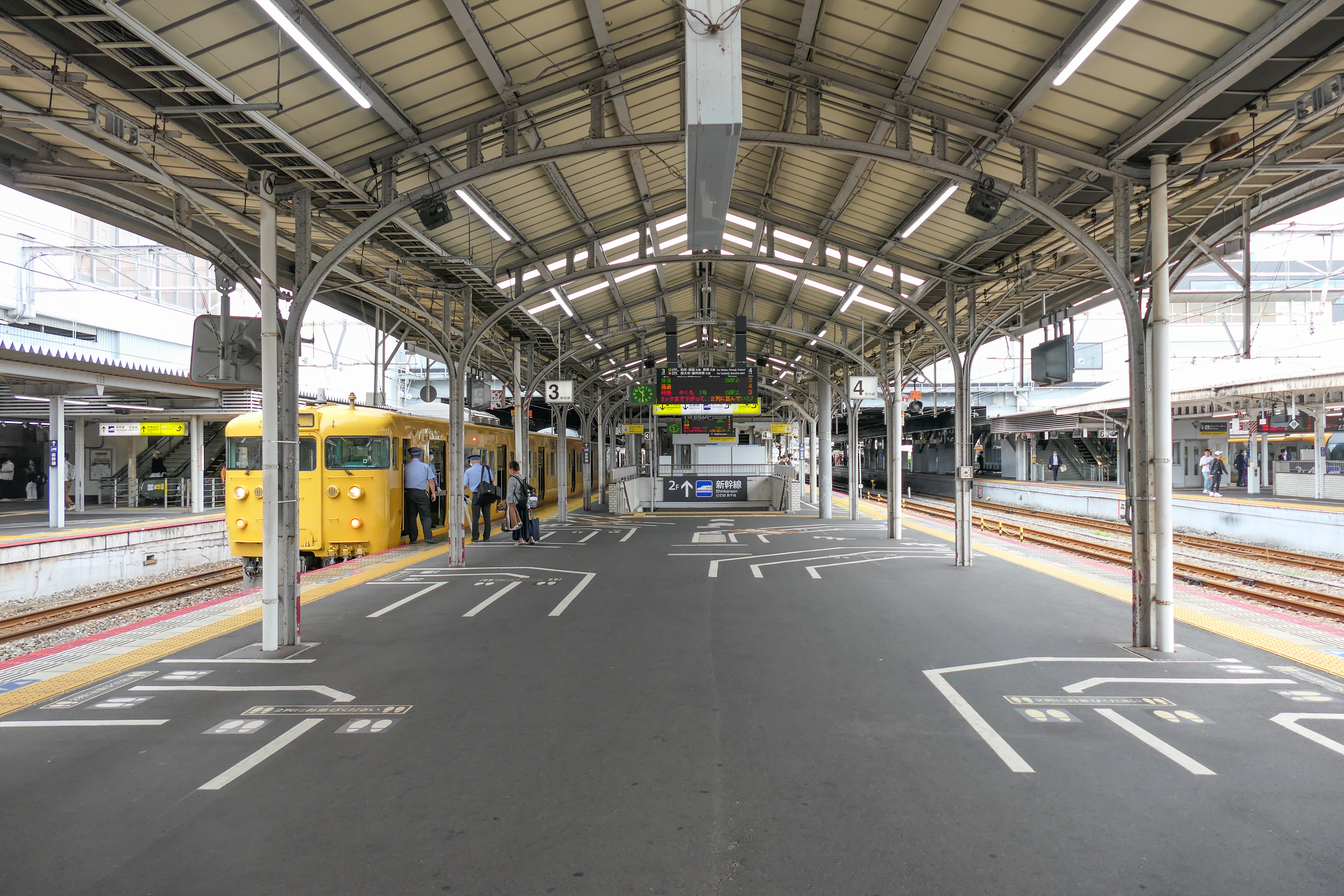
3號與4號月台(2022年10月)
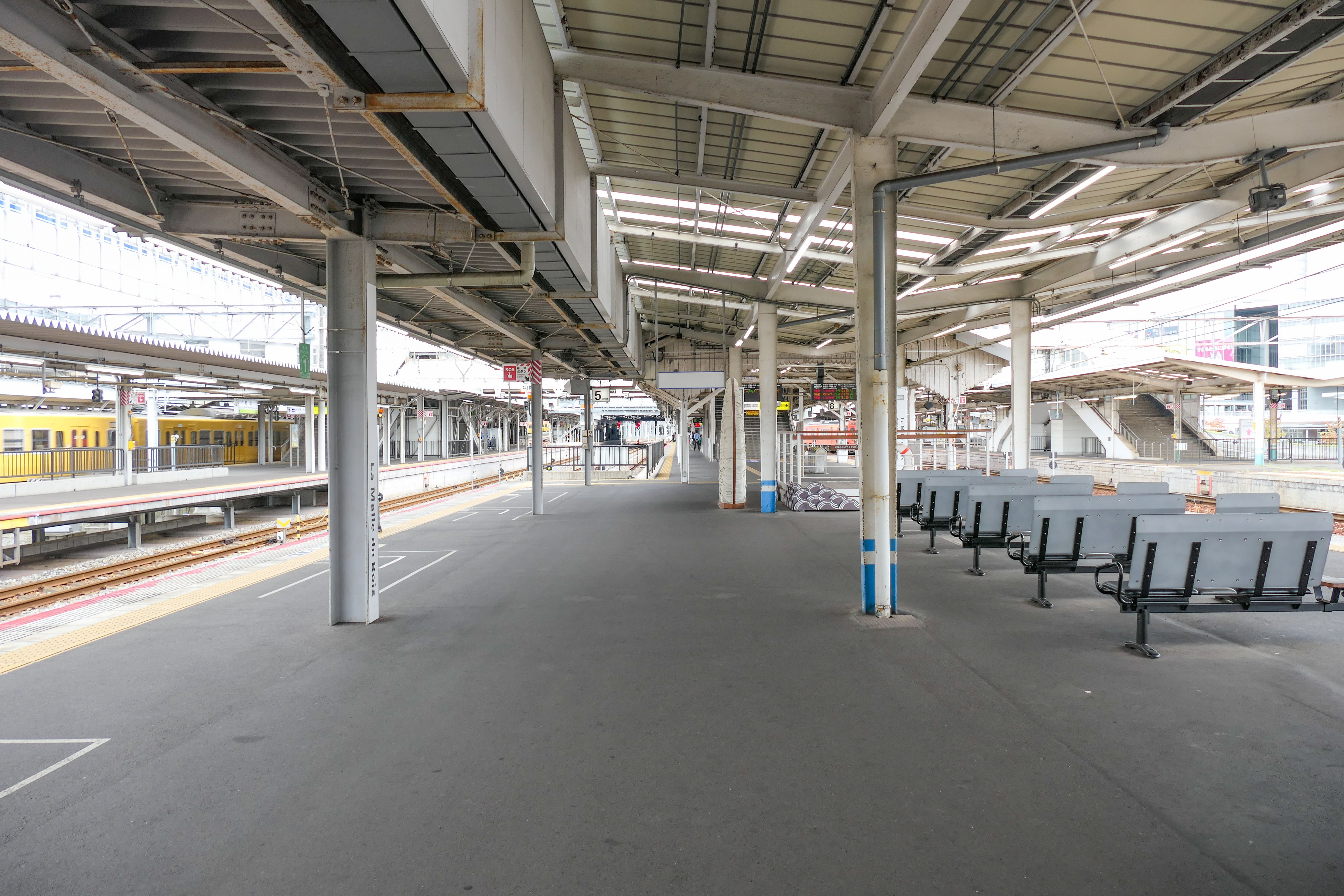
5號與8號月台(2022年10月)
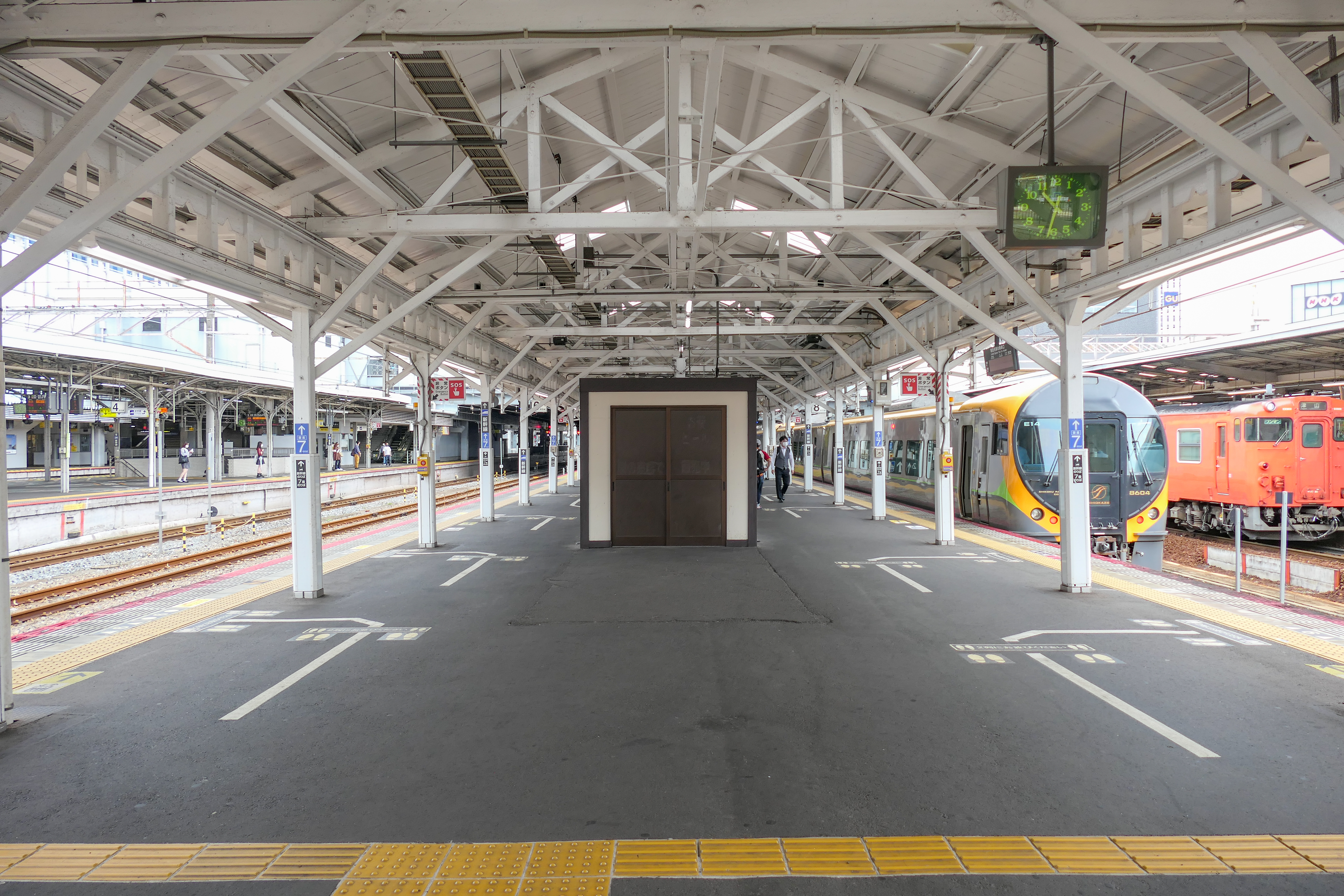
6號與8號月台(2022年10月)
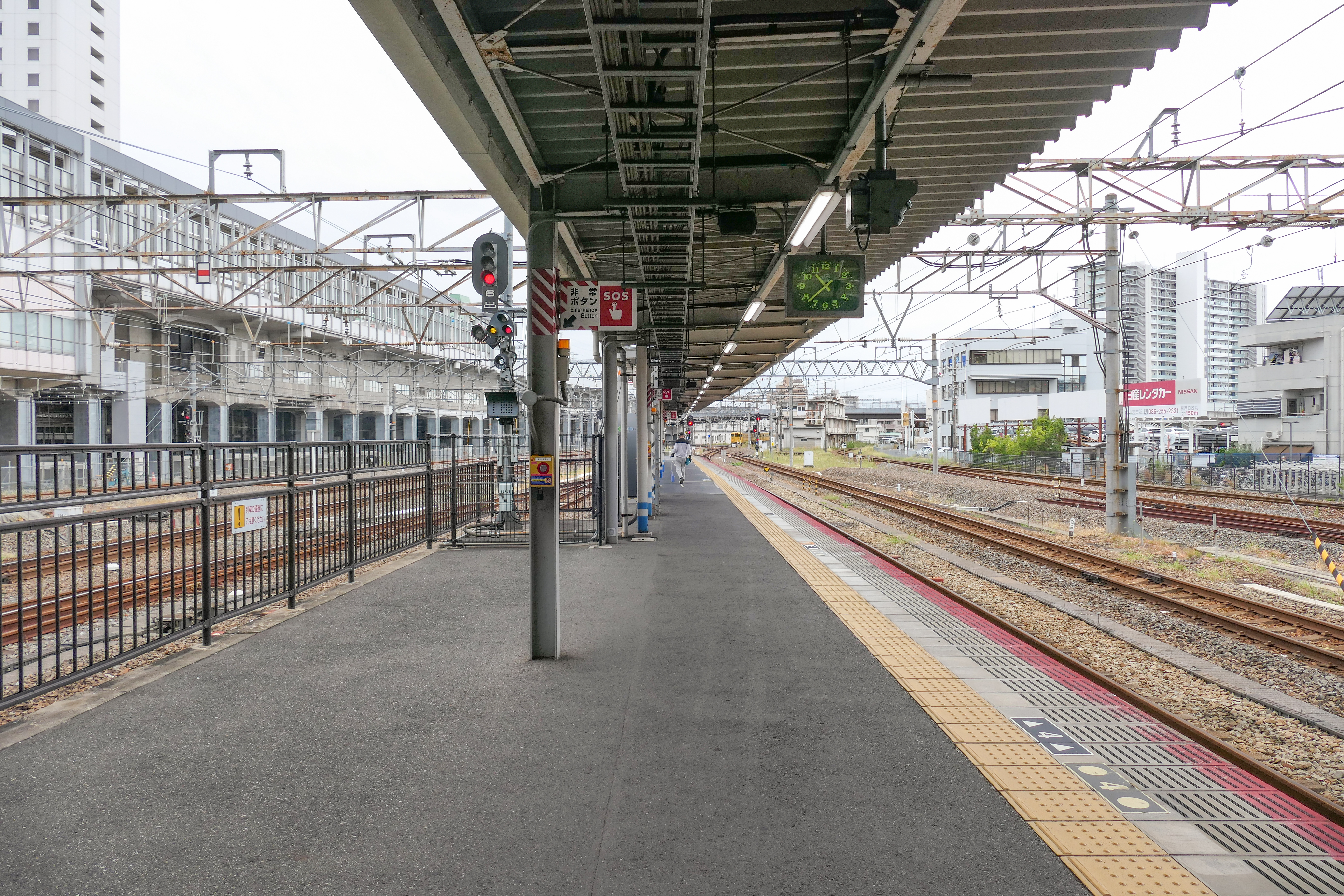
7號月台(2022年10月)
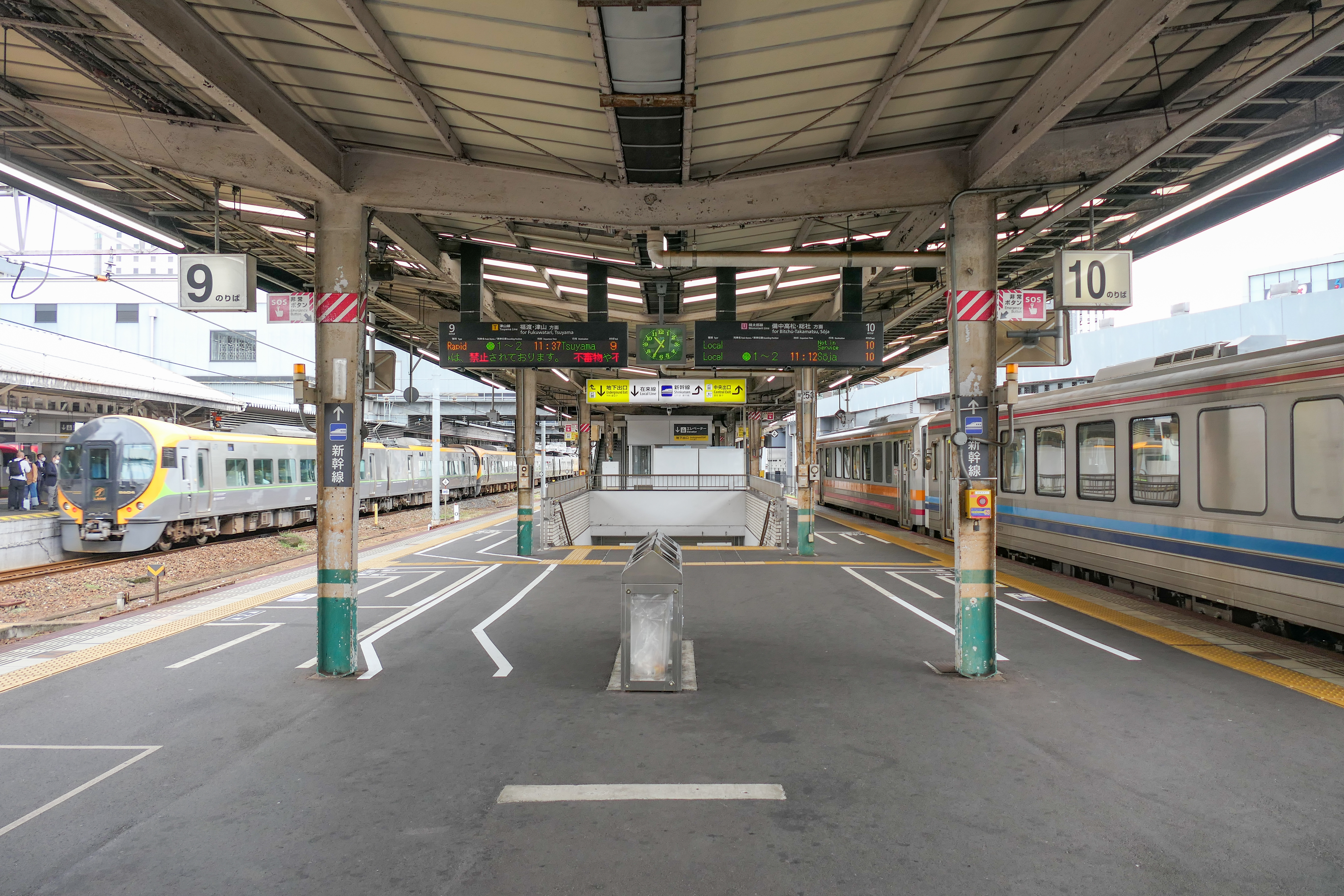
9號與10號月台(2022年10月)

##### 跨站式站房工程前
| 月台              | 路線（方向）        | 目的地                         | 備註                                                      |
| ----------------- | ------------------- | ------------------------------ | --------------------------------------------------------- |
| 5(0)              | 預備月台            | 預備月台                       | 預備月台                                                  |
| 6(5)              | ■山陽本線（下行）   | 倉敷、福山、廣島方向           | 快速「SUNLINER」                                          |
| 7、8、10(6、7、9) | ■山陽本線（下行）   | 倉敷、福山、廣島方向           | 含寢台特急（九州方向）                                    |
| 7、8、10(6、7、9) | ■伯備線             | 倉敷、備中高梁、新見、米子方向 | 含特急「八雲」，寢台特急「SUNRISE瀨戶、出雲」使用13號月台 |
| 9(8)              | （停止使用）        | （停止使用）                   | （停止使用）                                              |
| 11、13(10、11)    | ■瀨戶大橋線、宇野線 | 茶屋町、兒島、四國、宇野方向   | 主要為四國方向的特急、快速列車                            |
| 12(西11)          | ■瀨戶大橋線、宇野線 | 茶屋町、兒島、四國、宇野方向   | 僅普通列車與部分臨時快速列車                              |
| 14、15(12、13)    | ■山陽本線（上行）   | 和氣、姬路、鳥取方向           | 含特急「超級因幡」、寢台特急（東京方向）                  |
| 14、15(12、13)    | ■赤穗線             | 西大寺、播州赤穗方向           |                                                           |
| 16(14)            | ■津山線             | 福渡、津山方向                 |                                                           |
| 17(15)            | ■吉備線             | 備中高松、總社方向             |                                                           |

括弧內是1993年3月改點以前的月台編號。
- 5號月台是上行方向列車可停靠的缺口式月台。最初有山陽本線、赤穗線的部分上行列車使用，改良工程前以未使用，2003年用來展示103系USJ宣傳車與「Marine Liner」的5000系及「超級因幡」的基哈187系。最早是可貫通的月台，但1986年6月設置中央檢票口後改建為終端式[1]。
- 6號月台是下行方向列車可停靠的缺口式月台，基本上由「SUNLINER」使用。
- 9號月台是配合赤穗線開通於1962年所設置，為上行方向列車可停靠的缺口式月台。雖是赤穗線專用月台，但改良工程前已停止使用。
- 12號月台是配合瀨戶大橋線の開通開通於1988年所設置的月台。為宇野線上行方向列車可停靠的缺口式月台，最初稱作「西11號月台」。
- 車站東側有三條拖上線，西側山陽本線下行本線與瀨戶大橋線之間有電車留置線。
- 15號月台與16號月台之間有一條未設月台的線路，是供上行貨物列車使用。下行貨物列車則是通過7號月台。

然而這樣的運用造成了以下問題。
- 從輸送量觀點來看，山陽本線西側列車多在此站折返，然而東側的拖上線數量不足。因此，列車須在月台直接折返或使用西側電留線，發車月台分散。
- 山陽本線下行月台與上行月台之間有瀨戶大橋線月台，山陽本線上行月台要進入西電留線時會與瀨戶大橋線平面交會。
- 瀨戶大橋線月台只有3線，難以提升輸送力。

為了解決以上課題以及配合岡山市開發車站西口，2004年3月14日起開始進行改良工程。2005年1月23日，5號月台睽違19年復活，6、7號月台停止使用。之後，月台陸續停用、整備、重開，原來2面4線月台的山陽本線、伯備線下行列車月台整合成1面2線。多出的月台則由山陽本線、赤穗線上行使用，藉此解除平面交會。瀨戶大橋線、宇野線月台增設一面回送用月台，成為1面4線。2007年11月，津山線、吉備線月台移轉，月台改良工程完工。舊津山線、吉備線月台用地改建為圓環與巴士站等。
同時也進行月台電梯設置與跨站式站房新設工程。
2008年3月15日起，月台編號變更為1 - 10號月台。
| 月台    | 改良工程前                      | 2005年1月23日                            | 2005年7月17日                         | 2005年12月18日                                                        | 2006年7月9日                                                                  | 2006年12月10日                                                                      | 2007年7月1日                     | 2007年11月18日                   | 2008年3月15日                 |
| ------- | ------------------------------- | ---------------------------------------- | ------------------------------------- | --------------------------------------------------------------------- | ----------------------------------------------------------------------------- | ----------------------------------------------------------------------------------- | -------------------------------- | -------------------------------- | ----------------------------- |
| 1號月台 | 6、7 山陽本線（下行）、伯備線   | 5 山陽本線（下行）、伯備線 6、7 停止使用 | 5、6 山陽本線（下行）、伯備線         | 5、6 山陽本線（下行）、伯備線                                         | 5、6 山陽本線（下行）、伯備線                                                 | 5、6 山陽本線（下行）、伯備線                                                       | 5、6 山陽本線（下行）、伯備線    | 5、6 山陽本線（下行）、伯備線    | 1、2 山陽本線（下行）、伯備線 |
| 2號月台 | 8、10 山陽本線（下行）、伯備線  | 8、10 山陽本線（下行）、伯備線           | 8、10 山陽本線（下行）、伯備線        | 8 山陽本線（下行）、伯備線 10 山陽本線（上行、下行）、 伯備線、赤穗線 | 7、8 山陽本線（上行、下行）、 伯備線、赤穗線                                  | 停止使用                                                                            | 7、8 山陽本線（上行）、赤穗線    | 7、8 山陽本線（上行）、赤穗線    | 3、4 山陽本線（上行）、赤穗線 |
| 3號月台 | 11、12、13 瀨戶大橋線、宇野線   | 11、12、13 瀨戶大橋線、宇野線            | 11、13 瀨戶大橋線、宇野線 12 停止使用 | 11 停止使用 12、13 瀨戶大橋線、宇野線                                 | 9 山陽本線（上行）、赤穗線、 瀨戶大橋線、宇野線 10、11、12 瀨戶大橋線、宇野線 | 9 山陽本線（上行、下行）、赤穗線、 瀨戶大橋線、宇野線 10、11、12 瀨戶大橋線、宇野線 | 9、10、11、12 瀨戶大橋線、宇野線 | 9、10、11、12 瀨戶大橋線、宇野線 | 5、6、7、8 瀨戶大橋線、宇野線 |
| 4號月台 | 14、15 山陽本線（上行）、赤穗線 | 14、15 山陽本線（上行）、赤穗線          | 14、15 山陽本線（上行）、赤穗線       | 14 山陽本線（上行）、 赤穗線、瀨戶大橋線 15 山陽本線（上行）、赤穗線  | 13、14 山陽本線（上行）、赤穗線 方向                                          | 13、14 山陽本線（上行）、赤穗線 方向                                                | 停止使用                         | 13、14 津山線、吉備線            | 9、10 津山線、吉備線          |
| 5號月台 | 16、17 津山線、吉備線           | 16、17 津山線、吉備線                    | 16、17 津山線、吉備線                 | 16、17 津山線、吉備線                                                 | 16、17 津山線、吉備線                                                         | 16、17 津山線、吉備線                                                               | 16、17 津山線、吉備線            | 撤除                             | 撤除                          |

#### 進站音樂
| 月台  | 路線                     | 進站音樂                                    |
| ----- | ------------------------ | ------------------------------------------- |
| 1     | 山陽本線（下行）・伯備線 | 《いい日旅立ち》+JR西日本標準音樂           |
| 2     | 山陽本線（下り）・伯備線 | 《汽車》+JR西日本標準音樂                   |
| 3・4  | 山陽本線（上り）・赤穂線 | 《線路は続くよどこまでも》+JR西日本標準音樂 |
| 5-8   | 瀬戸大橋線・宇野線       | 《瀨戶的新娘》+JR西日本標準音樂             |
| 9・10 | 津山線・吉備線           | 《桃太郎》+JR西日本標準音樂                 |

##### 東口
2樓
- 中央剪票口
- 綠色窗口、綠色售票機
- 岡山縣警察（日语：岡山県警察）鐵道警察隊（日语：鉄道警察隊）
- 資訊處
- 多功能室（哺乳室）
- EKI LAN SPOT（公共無線網路服務）
- 日本旅行（日语：日本旅行）Tis岡山支店
- 7-11 Heart・in（日语：ハートイン）JR岡山站中央剪票口店
- 羅多倫咖啡（付費區內）
- SUN STATION TERRACE岡山（日语：サンステーションテラス岡山）（愛稱：さんすて)
  - 南館 
    - ATM（中國銀行、番茄銀行トマト銀行（日语：番茄銀行トマト銀行）、岡山信用金庫（日语：おかやま信用金庫））

  - 北館
    - さんすて口（在來線北檢票口）※營業時間10：00 - 20：00

1樓
- SUN STATION TERRACE岡山北館
- SUNFESTA岡山

1樓外側格蘭比亞大酒店方向
- 岡山中央警察署（日语：岡山中央警察署）岡山站東口幹部交番
- 車站租車
- 遺失物中心
- 行李臨時保管處
- 腳踏車出租
- 腳踏車停車場

地下
- 地下檢票口
- 綠色售票機]
- 7-11 Daily・in（日语：デイリーイン）
- 松本清岡山站B1店
- 岡山木村屋（日语：岡山木村屋）岡山站地下店
- JUPITER（日语：ジュピターコーヒー）岡山店
- LITTLE MERMAID（日语：マーメイドベーカリーパートナーズ）岡山站店
- 東西連絡地下道

##### 西口

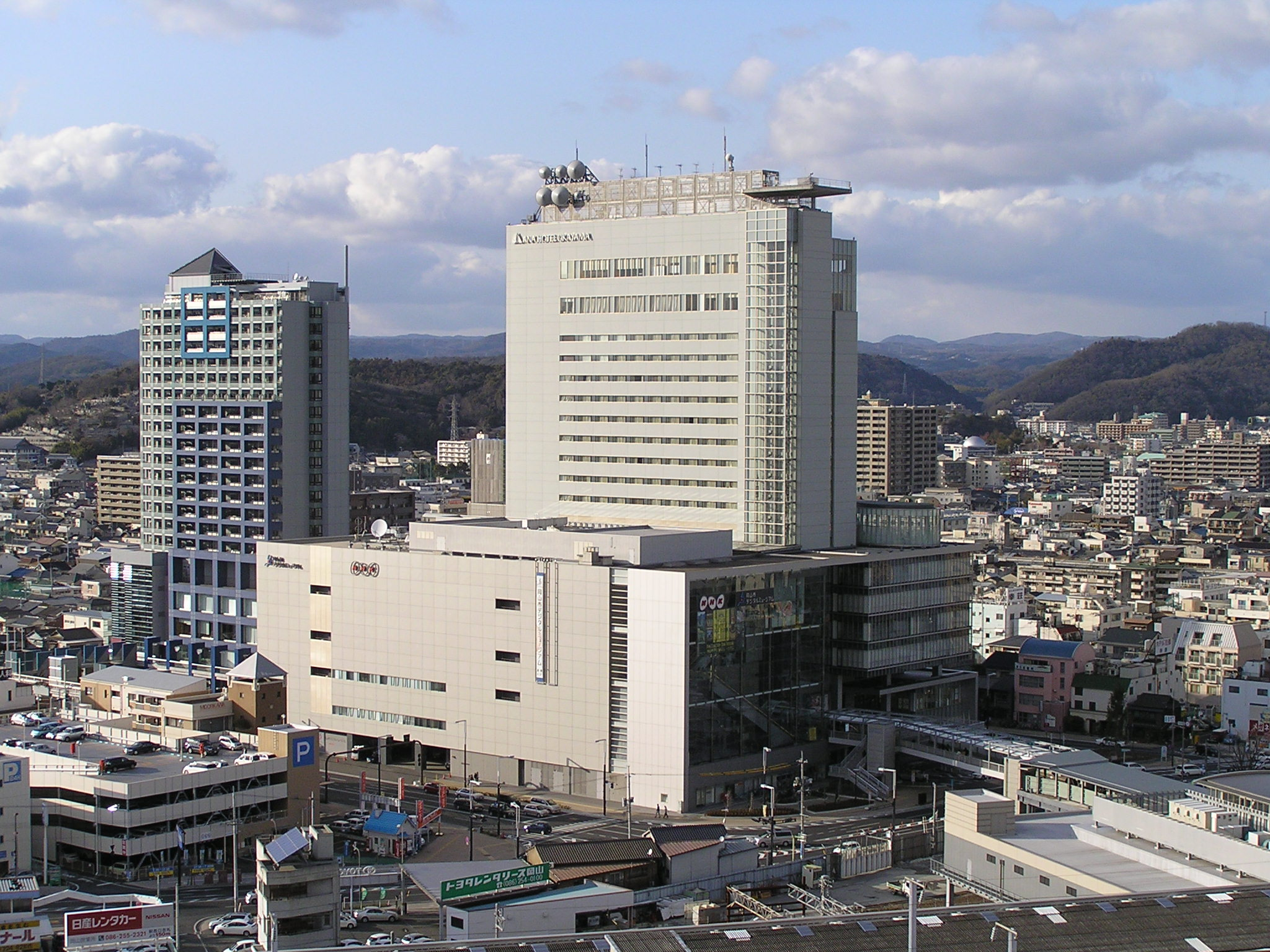
Lit City大樓與Forum City大樓

- 東西連絡地下道
- 西口交通廣場
- SUN STATION TERRACE岡山西館
- VIA INN岡山（日语：ヴィアイン）

##### 其他
- ICOCA置物櫃

### 岡山電氣軌道
岡山電氣軌道東山線、清輝橋線的岡山站前停留場位於車站東口往東（岡山城方向）的桃太郎大通起點附近的道路中央，為島式月台1面2線形式，分為車站（西）側的乘車專用月台與東側的下車專用月台。車站編號為東山線的H01、清輝橋線的S01。
JR岡山站至岡山站前停留所的距離約180公尺，為了縮短轉乘時間，曾進行高架化與地下化等的岡山站前東口廣場延伸計畫案研究。2015年11月，岡山市提出從既有車站延伸至站前廣場內的「平面延伸方式」。

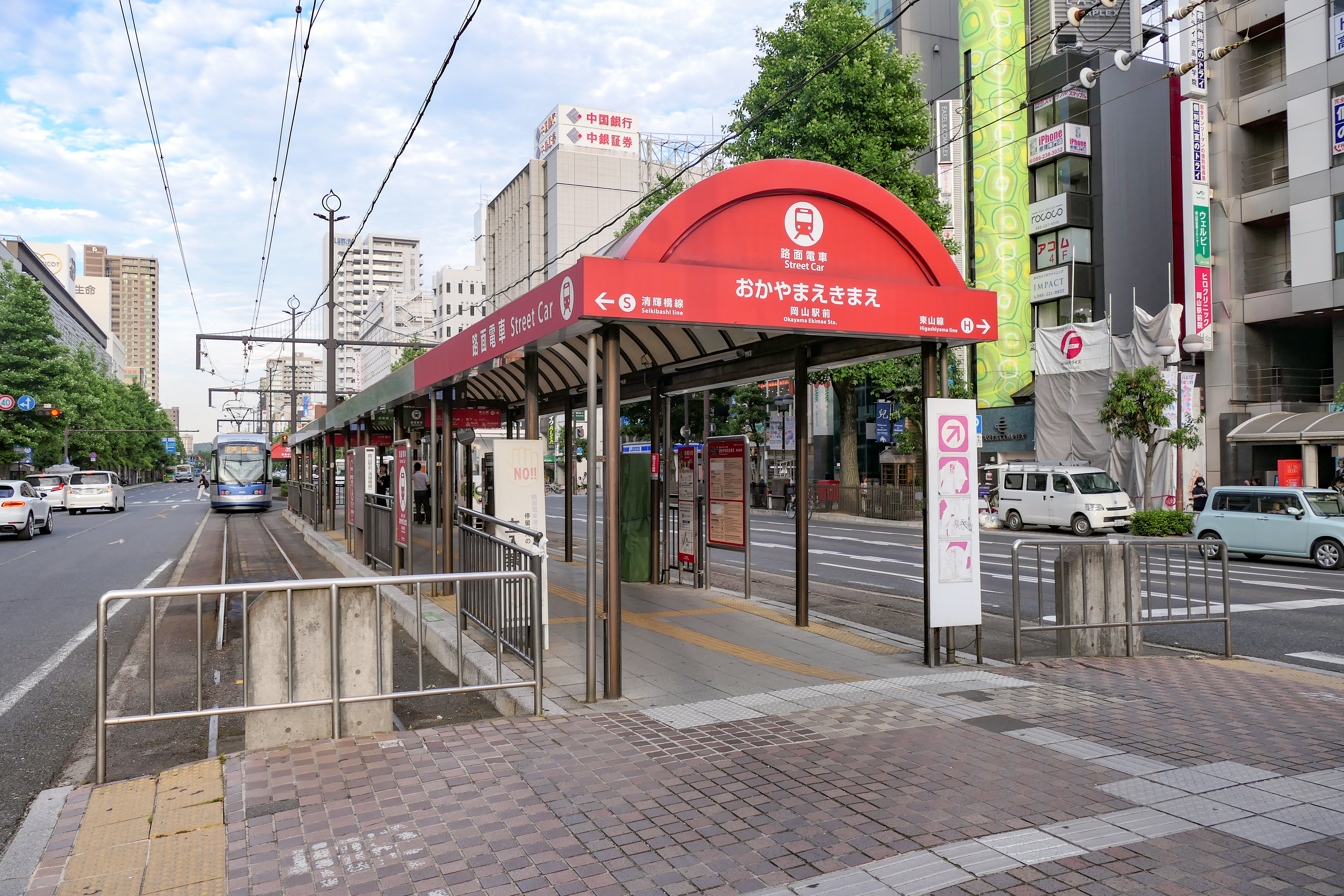
車站入口(2023年6月)
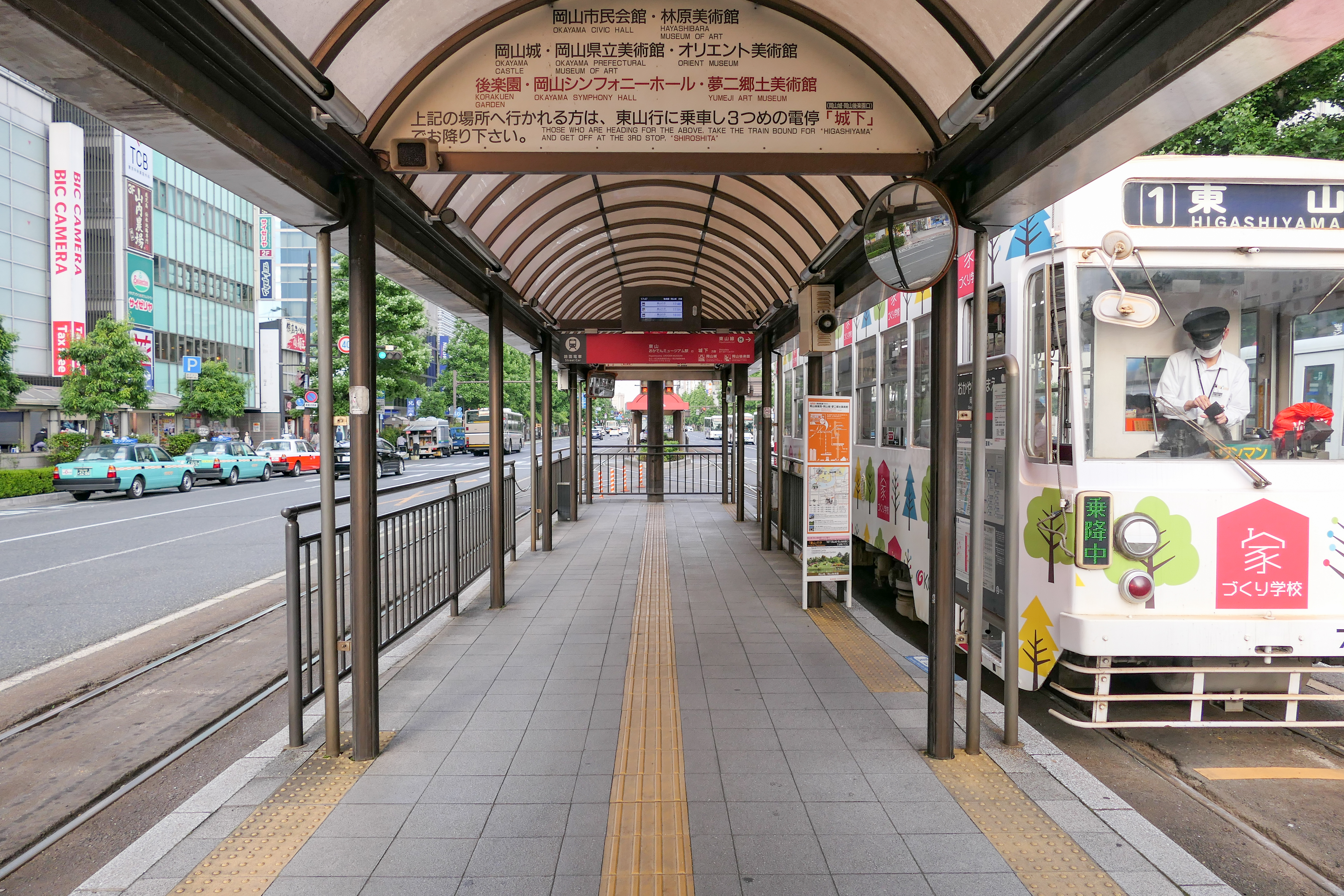
月台(2023年6月)
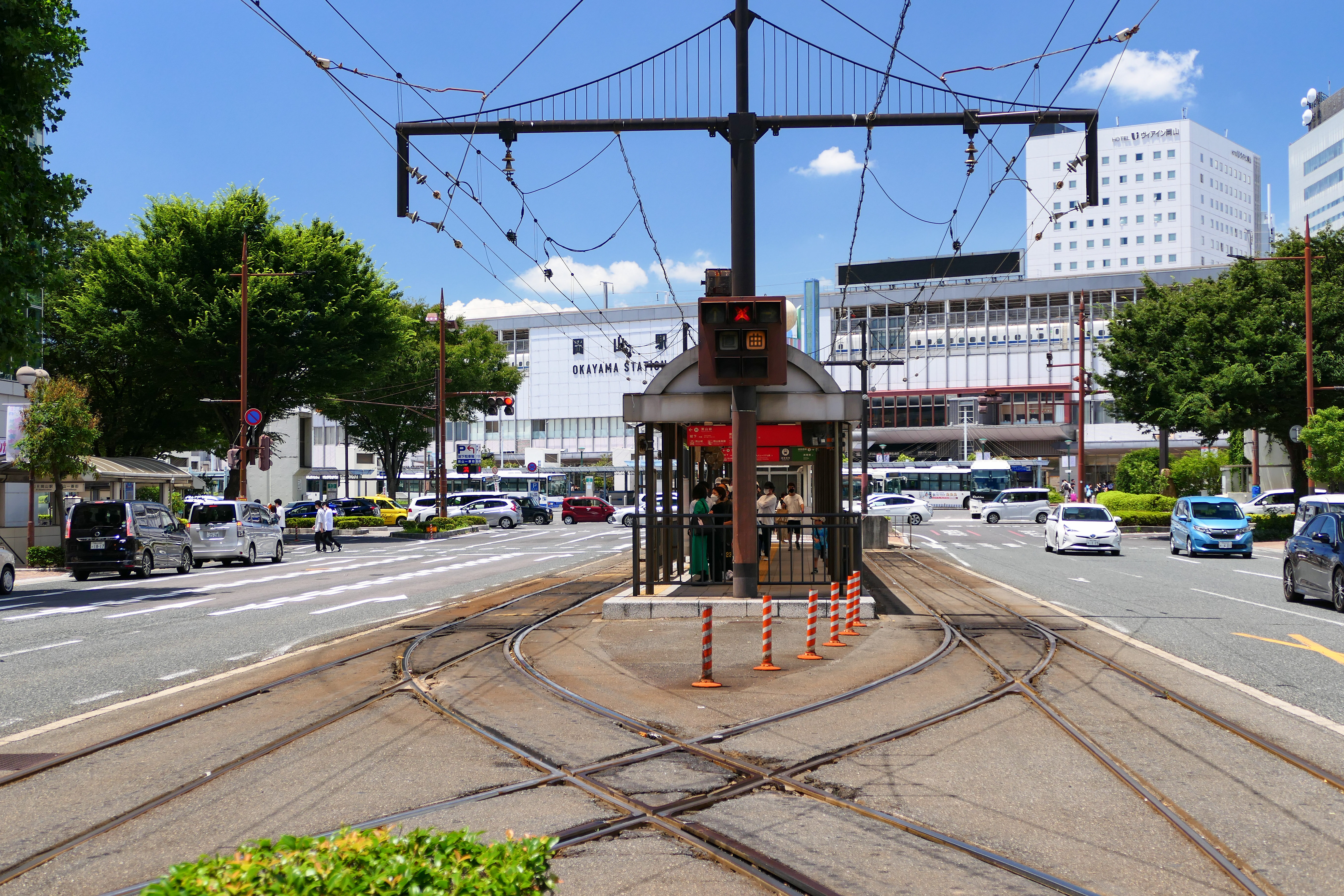
平交道(2023年7月)

## 使用狀況
岡山站在JR車站之中是八大都市圈車站（札幌站、仙台站、大宮站、浦和站、東京站、新宿站、池袋站、澀谷站、品川站、上野站、北千住站、川崎站、橫濱站、靜岡站、名古屋站、京都站、大阪站、廣島站、博多站等周邊）以外的第1位。在JR西日本中排名第9。中國、四國地方僅次於廣島站。岡山縣內第一。
| 年度               | 1日平均 乘車人次 | 細項   | 細項   | 來源   |
| 年度               | 1日平均 乘車人次 | 新幹線 | 在來線 | 來源   |
| ------------------ | ---------------- | ------ | ------ | ------ |
| 1995年（平成07年） | 64,580           | -      | -      | [ 11 ] |
| 1996年（平成08年） | 64,709           | -      | -      | [ 12 ] |
| 1997年（平成09年） | 63,825           | -      | -      | [ 13 ] |
| 1998年（平成10年） | 63,062           | -      | -      | [ 14 ] |
| 1999年（平成11年） | 62,126           | -      | -      | [ 15 ] |
| 2000年（平成12年） | 61,568           | -      | -      | [ 16 ] |
| 2001年（平成13年） | 60,790           | -      | -      | [ 17 ] |
| 2002年（平成14年） | 60,039           | 9,990  | 50,049 | [ 18 ] |
| 2003年（平成15年） | 60,434           | 10,150 | 50,284 | [ 19 ] |
| 2004年（平成16年） | 59,275           | 10,125 | 49,150 | [ 20 ] |
| 2005年（平成17年） | 59,475           | 10,431 | 49,044 | [ 21 ] |
| 2006年（平成18年） | 59,318           | 10,643 | 48,675 | [ 22 ] |
| 2007年（平成19年） | 60,100           | 11,205 | 48,895 | [ 23 ] |
| 2008年（平成20年） | 58,986           | 11,211 | 47,775 | [ 24 ] |
| 2009年（平成21年） | 57,197           | 10,760 | 46,437 | [ 25 ] |
| 2010年（平成22年） | 58,065           | 11,175 | 46,890 | [ 26 ] |
| 2011年（平成23年） | 59,232           | 11,738 | 47,494 | [ 27 ] |
| 2012年（平成24年） | 59,941           | -      | -      | [ 28 ] |
| 2013年（平成25年） | 62,278           | -      | -      | [ 29 ] |
| 2014年（平成26年） | 63,739           | -      | -      | [ 30 ] |
| 2015年（平成27年） | 66,238           | -      | -      | [ 31 ] |
| 2016年（平成28年） | 67,216           | -      | -      | [ 31 ] |
| 2017年（平成29年） | 68,724           | -      | -      | [ 31 ] |

## 車站周邊

### 東口
- 桃太郎像
- 巴士綜合資訊處

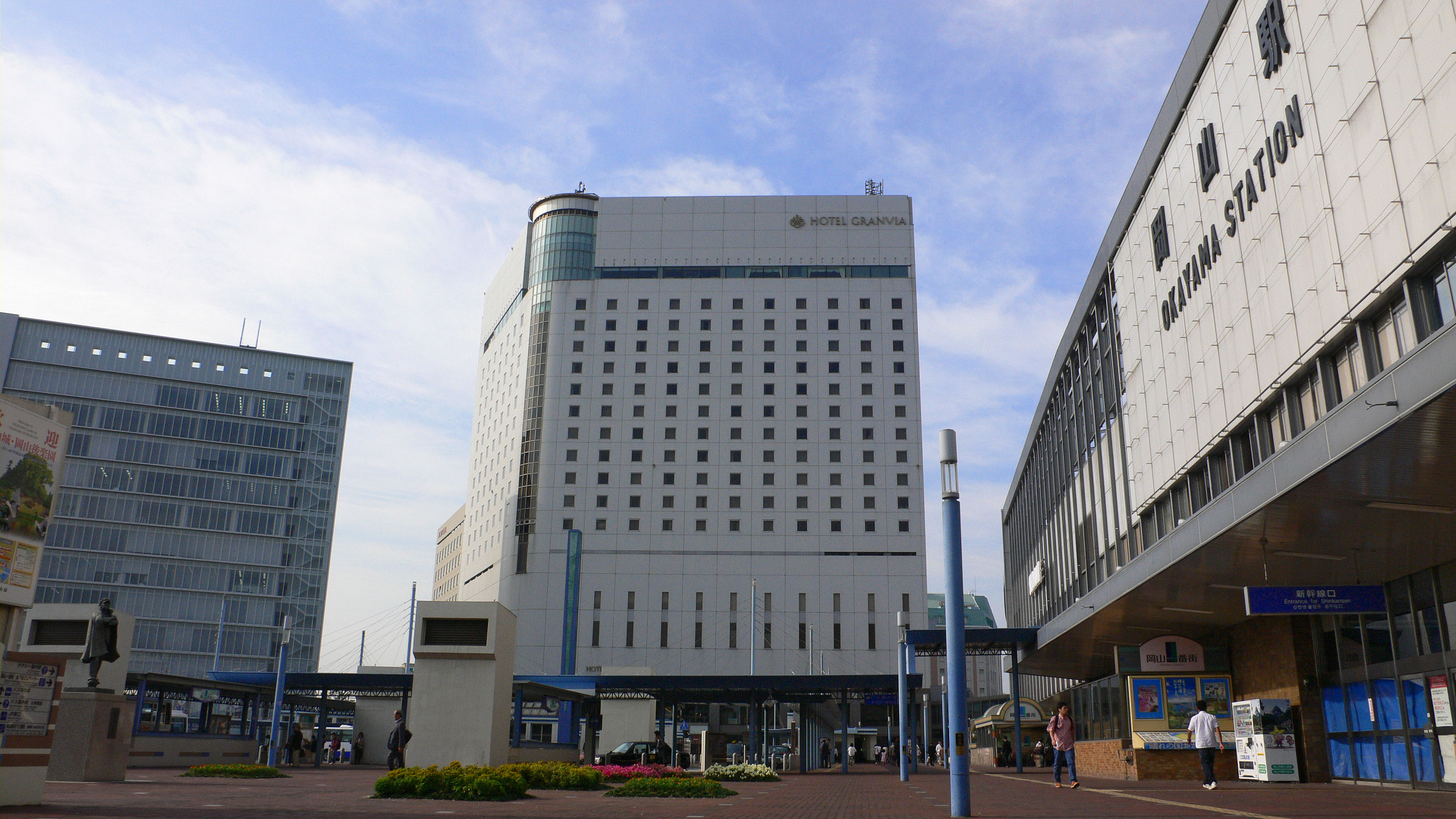
Terminal Square、岡山格蘭比亞大酒店

- 岡山格蘭比亞大酒店（日语：ホテルグランヴィア岡山） - 三井住友信託銀行岡山支店
- Terminal Square
- 岡山富國生命（日语：富国生命保険）站前大樓 - Pasona（日语：パソナ）岡山本社

地下
連通岡山一番街與PESCA岡山及岡山站周邊主要設施與路面電車、巴士乘車處。
- 岡山站南地下道 - 岡山格蘭比亞大酒店、Terminal Square、永旺夢樂城岡山方向
- 岡山站東地下道 - 市內電車乘車處、成通岡山大樓、ICOTNICOT方向
- 連絡口 - 岡山高島屋、第一中央大樓1號館、第一中央大樓2號館

市役所筋、下石井方向

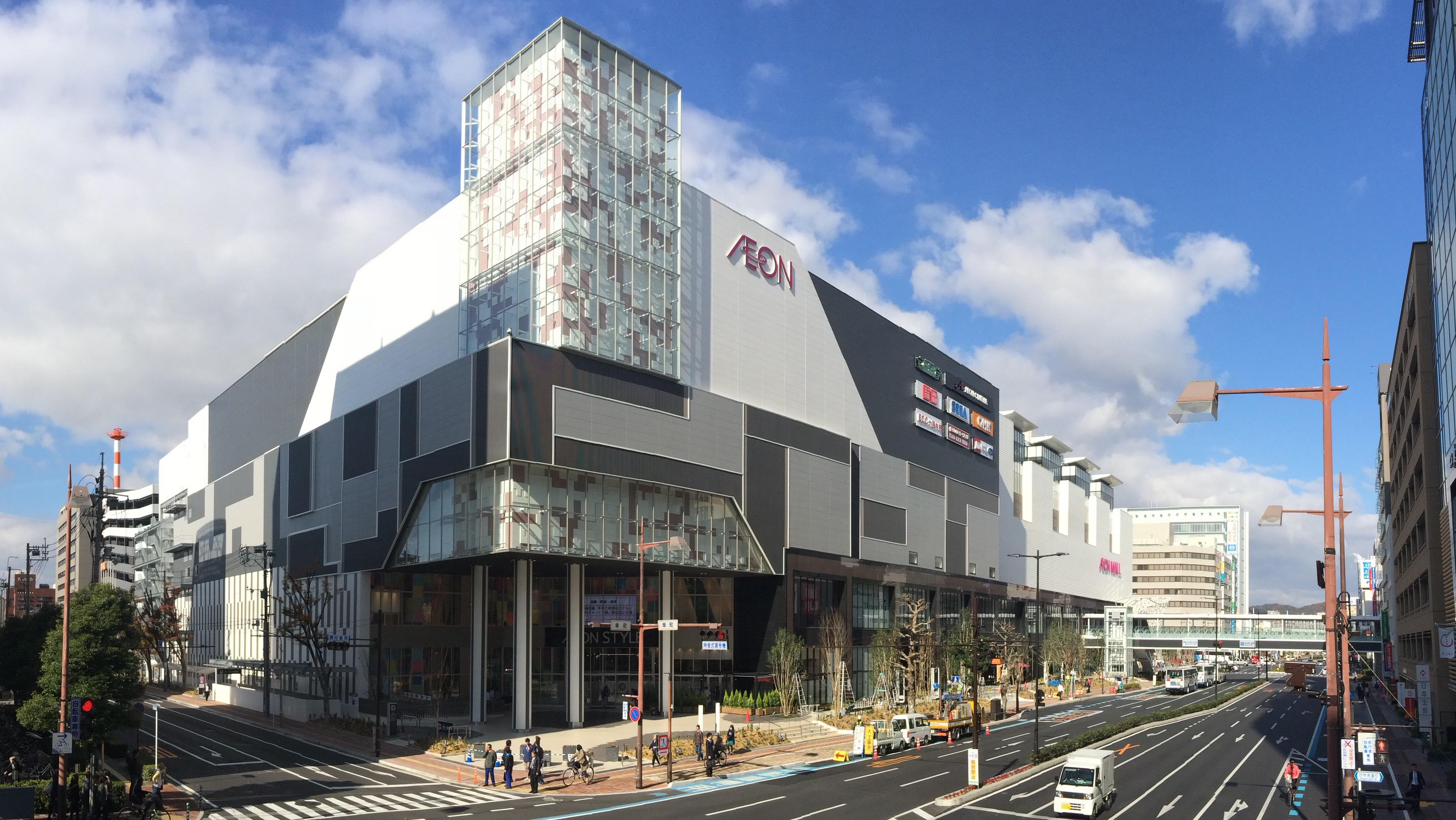
面對市役所筋的永旺夢樂城岡山

通往岡山市役所（北區役所），下石井一帶有許多旅館飯店。
- 岡山歐力士大樓 - H.I.S岡山營業所
- 日本生命岡山第二大樓本館、新館 - 林原本社
- 岡山地方合同廳舍 - 岡山地方氣象台、中國財務局岡山事務所、岡山行政評價事務所
- 岡山第2合同廳舍 - 中國四國農政局、岡山勞動局、自衛隊岡山地方協力本部
- MIELPARQUE岡山
- 日本生命岡山站前大樓 - 高島屋岡山店
- 第一中央大樓
- 唐吉訶德岡山站前店
- 岡山站前大樓 - 瑞穗銀行岡山支店
- 兩備大樓 - 兩備控股
- 野村證券岡山支店
- 永旺夢樂城岡山
- 源吉兆庵本社大樓
- NISSAY岡山幸町大樓 - SMBC日興證券岡山支店、NISSAY LIFEPLAZA岡山
- 岡山第一生命大樓 - 積水房屋岡山支店
- Purity MAKIBI（ピュアリティまきび）
- APA HOTEL岡山站東口
- 鳥取銀行岡山支店
- 住友生命岡山大樓 - 阿波銀行岡山支店、住友生命岡山支店
- 環太平洋大學岡山站前全球校區
- NISSAY岡山廣場 - WATABE WEDDING岡山店
- 岡山信用金庫本店
- 每日新聞岡山支局
- Joyful Town岡山 - 岡山JOYPOLIS、DOCOMO SHOP Joyful Town店
- 山陽新聞本社大樓 - 瀨戶內電視台(TSC)

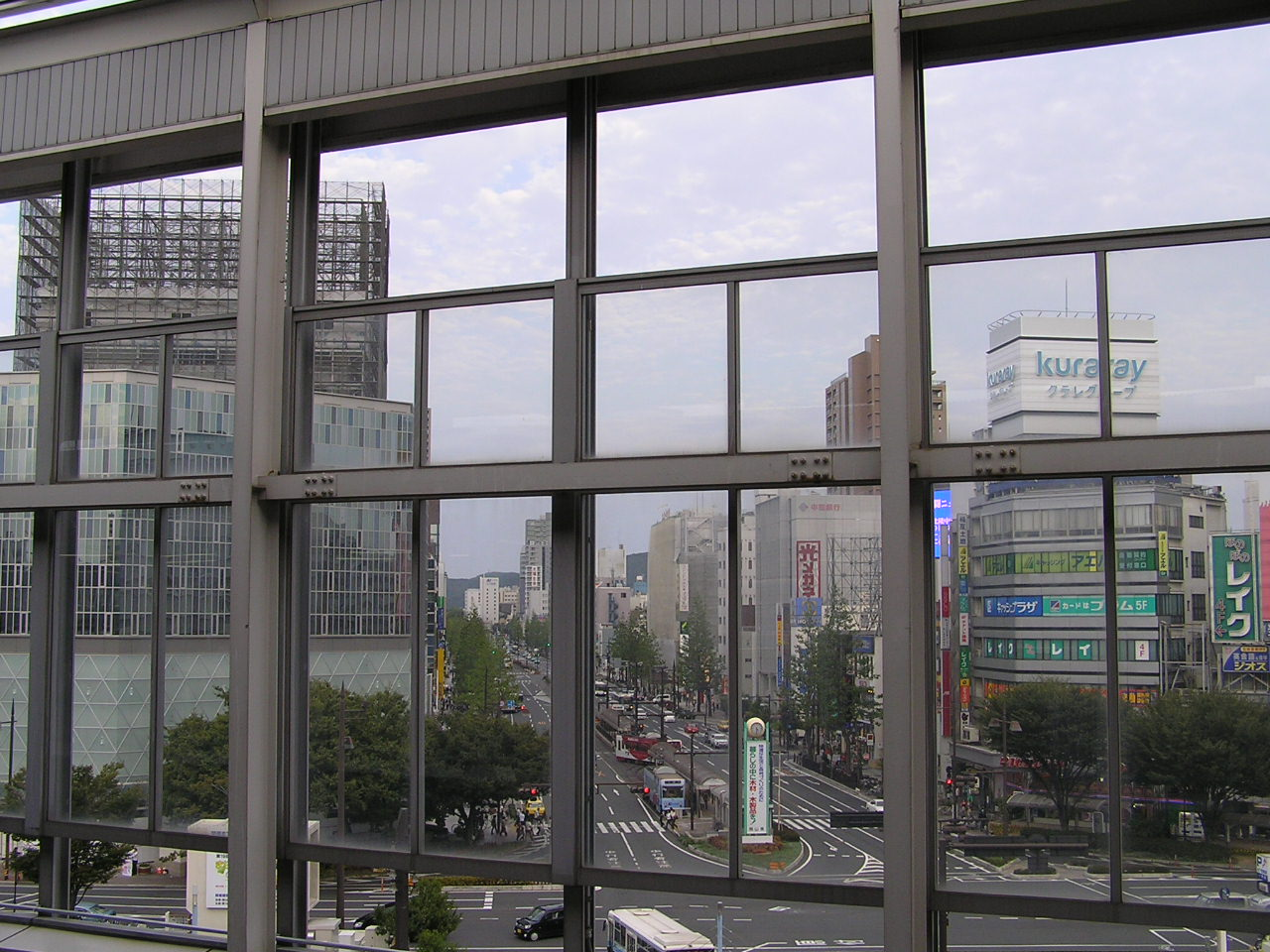
新幹線月台望向桃太郎大通

桃太郎大通方向
地面電車所在地。可通往東邊的購物區表町與主要觀光地後樂園與岡山城。
- 岡山電氣軌道岡山站前停留所
- 岡山站前商店街
- 岡山站前郵便局
- 成通岡山大樓 - BIC CAMERA岡山站前店、大和ROYNET飯店岡山站前
- MERPA
- JTB岡山站前支店
- 番茄銀行岡山站前支店
- 近畿日本旅遊中國四國岡山支店
- 中國銀行岡山站前支店
- LUMINO平和町 - 三菱UFJ銀行岡山支店、岡山站前支店、三菱UFJ信託銀行岡山支店
- ICOTNICOT
- 桃太郎廣場大樓 - 岡山華盛頓飯店廣場、三井住友銀行岡山支店
- 明治安田生命岡山支社

### 西口
- 岡山西警察署（日语：岡山西警察署）岡山站西口交番
- Lit City大樓（日语：リットシティビル）
  - 岡山市博物館（日语：岡山シティミュージアム）
  - NHK岡山放送局
  - 岡山全日空皇冠假日酒店（日语：ANAクラウンプラザホテル岡山）
  - 岡山壽郵便局
- Forum City大樓
  - 岡山展覽中心（日语：岡山コンベンションセンター）（Mamakari Forum）
- 岡山國際交流中心
- 東橫INN
- 奉還町商店街（日语：奉還町商店街）
- 岡山中央奉還町醫院
- Olga Hall（日语：オルガホール）
- 岡山濟生會綜合醫院（日语：岡山済生会総合病院）
- 百十四銀行（日语：百十四銀行）岡山站西口支店
- 全勞濟（日语：全国労働者共済生活協同組合連合会）岡山會館
- 岡山西社會保險事務所

## 巴士

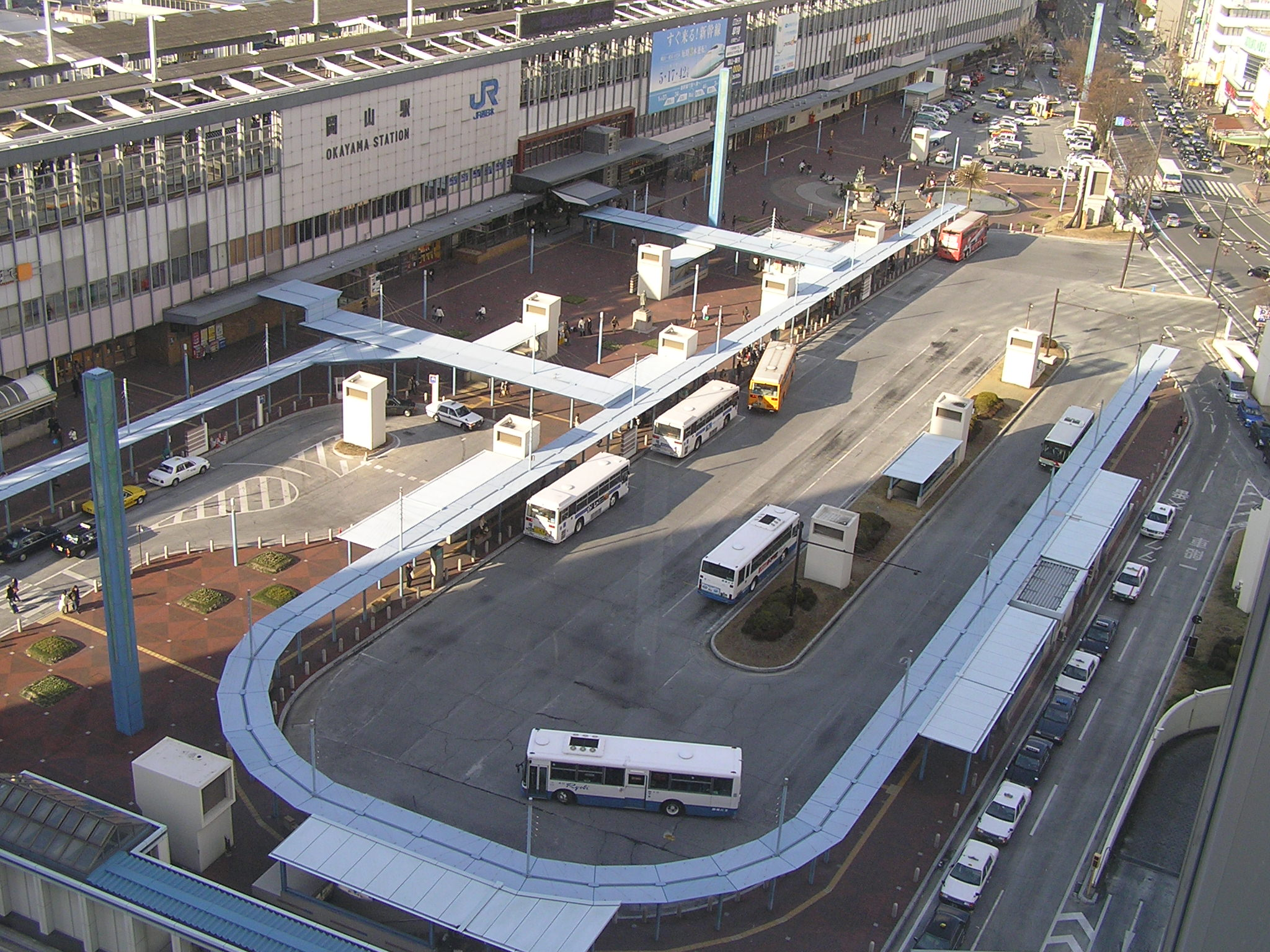
東口巴士總站

岡山站東口的巴士總站有七間一般路線巴士業者入駐。該站是起於1972年新幹線開業所整備的巴士站。開業時，各公司對於停車場所未能取得共識，兩備、下電兩公司在岡山總站飯店南側設立獨自的巴士站，中鐵、宇野亦未進駐。之後雖然各公司陸續進駐，但距離車站剪票口遙遠。1996年再整備後形成現在形態。
2010年5月，岡山站西口巴士總站完成，完成前在東口巴士總站發車的定期觀光巴士、岡山機場利木津巴士與東口周邊分散的定期觀光巴士、高速巴士在之後陸續進駐。
2013年4月22日起，岡山站東口巴士總站整編完成，乘車處統一為市役所方向、日赤醫院方向。接著2016年4月28日起，岡山站東口巴士總站再次整編，乘車處再統一為縣廳方向、法界院方向、濟生會方向。
新幹線剪票口前與在來線中央檢票口前、東口廣場巴士綜合資訊處前設有「岡山站數位巴士時刻表」，可顯示岡山站東口與西口的巴士乘車處發車之各公司路線巴士的發車時間、乘車月台編號等資訊，以及各目的地、系統、運行公司的最近一班，還有發車時間班次表等等。

### 岡山站東口的巴士乘車處
巴士公司
- ■宇野巴士（宇野自動車）
- ■岡電巴士（岡山電氣軌道）
- ■下電巴士（下津井電鐵）（日语：下津井電鉄）
- ■中鐵巴士（日语：中鉄バス）
- ■中鐵北部巴士（日语：中鉄北部バス）
- ■備北巴士（日语：備北バス）
- ■兩備巴士（兩備控股）

| 乘車處 | ■路線編號    | 公司名                 | 目的地、方向等                                                                              | 備註                                   |
| ------ | ------------ | ---------------------- | ------------------------------------------------------------------------------------------- | -------------------------------------- |
| 1      | ■07A         | 岡電                   | （行經 天滿屋、西大寺町、山陽學園、旭東醫院）桑野營業所、岡山接觸中心                       |                                        |
| 1      | ■09A         | 岡電                   | （行經 天滿屋、西大寺町、山陽學園、旭東醫院）三蟠南                                         |                                        |
| 1      | ■091         | 岡電                   | （行經 天滿屋、西大寺町、山陽學園、旭東醫院）新岡山港                                       |                                        |
| 1      | ■092         | 岡電                   | （行經 市役所、水道局、清輝橋、新道平井、旭東醫院）新岡山港                                 | （小豆島連絡）                         |
| 1      | ■            | 岡電                   | ［直行］山陽學園大學                                                                        | 該校休假時不營運                       |
| 1      | ■098         | 岡電                   | （行經 市役所、水道局、清輝橋）岡大附屬校                                                   | 該校休假時不營運                       |
| 1      | ■018         | 岡電                   | （行經 天滿屋、後樂園、濱）藤原團地                                                         |                                        |
| 1      | ■            | 岡電                   | ［Nonstop］後樂園、夢二鄉土美術館                                                           |                                        |
| 1      | ■            | 宇野                   | ［直通］岡山縣立美術館、後樂園                                                              | 岡山後樂園巴士                         |
| 2      | ■000         | 岡電                   | （行經 天滿屋、清輝橋、洲崎）中央市場                                                       | 僅平日運行。早晨不經天滿屋             |
| 2      | ■011         | 岡電                   | （行經 天滿屋、清輝橋、洲崎）築港元町                                                       | 早晨不經天滿屋                         |
| 2      | ■041         | 岡電                   | （行經 天滿屋、清輝橋、浦安體育館）岡南飛行場                                               |                                        |
| 2      | ■501         | 兩備                   | （行經 天滿屋、洲崎、締切堤防、上山坂、田井）宇野站                                         |                                        |
| 2      | ■502         | 兩備                   | （行經 天滿屋、洲崎、締切堤防、小串）鉾立                                                   |                                        |
| 2      | ■505         | 兩備                   | 〔特急〕（行經 天滿屋、洲崎、締切堤防、八濱、田井、宇野站、宇野港、三井E&S） 澀川、玩具王國 | 澀川特急彩虹巴士                       |
| 2      | ■531         | 兩備                   | （行經 天滿屋、青江日赤、興陽高校）岡山南支援學校                                           | 該校休假時不營運                       |
| 2      | ■533         | 兩備                   | （行經 天滿屋、青江日赤、興陽高校、秀天橋、宇野站）玉野市役所前                             |                                        |
| 2      | ■534         | 兩備                   | （行經 天滿屋、青江日赤、興陽高校、秀天橋、宇野站、三井E&S）澀川                            |                                        |
| 2      | ■535         | 兩備                   | （行經 天滿屋、青江日赤、興陽高校、秀天橋、荘内、長尾、三井E&S）澀川                        |                                        |
| 3      | ■021         | 岡電                   | （行經 天滿屋、清輝橋、洲崎）岡山勞災醫院                                                   |                                        |
| 3      | ■022         | 岡電                   | （行經 市役所、水道局、清輝橋、洲崎）岡山勞災醫院                                           |                                        |
| 3      | ■051         | 岡電                   | （行經 天滿屋、清輝橋、青江日赤）大東                                                       |                                        |
| 3      | ■052         | 岡電                   | （行經 市役所、水道局、清輝橋、青江日赤）大東                                               |                                        |
| 3      | ■062         | 岡電                   | （行經 市役所、水道局、清輝橋、青江日赤）南接觸中心、岡南飛行場                             |                                        |
| 3      | ■03H         | 岡電                   | （行經 天滿屋、清輝橋、青江日赤）日赤醫院                                                   | 僅平日運行                             |
| 4      | ■02H         | 岡電                   | （行經 市役所、水道局）大學醫院                                                             |                                        |
| 4      | ■013         | 岡電                   | （行經 市役所、水道局、大元）問屋町入口、健康促進財團醫院                                   |                                        |
| 4      | ■023         | 岡電                   | （行經 市役所、水道局、大元醫院）平田、北長瀨站                                             |                                        |
| 4      | ■033         | 岡電                   | （行經 山陽新聞社前、野田東職安前）西小學校                                                 | 僅平日8時00分一班                      |
| 4      | ■083         | 岡電                   | （行經 市役所、水道局、富田）新保、萬倍                                                     |                                        |
| 4      | ■012         | 岡電                   | （行經 市役所、水道局、清輝橋）岡南營業所                                                   |                                        |
| 5      | ■084         | 岡電                   | （行經 天滿屋）北長瀨站                                                                     |                                        |
| 5      | ■044         | 岡電                   | （行經 天滿屋、下撫川）清心學園                                                             | 僅平日7時30分一班                      |
| 5      | ■054         | 岡電                   | （行經 天滿屋、下撫川）中庄站                                                               |                                        |
| 5      | ■014         | 岡電                   | （行經 天滿屋、下撫川）RSK玫瑰園、東花尻                                                    |                                        |
| 5      | ■605         | 兩備                   | （行經 天滿屋、下撫川）倉敷站                                                               |                                        |
| 5      | ■603         | 下電                   | （行經 天滿屋、北長瀨站）中庄站                                                             |                                        |
| 5      | ■043,615     | 岡電、下電             | （行經 市役所、大元、下中野）汗入                                                           | 共同運行                               |
| 5      | ■043         | 岡電                   | （行經 市役所、大元、下中野、汗入、妹尾醫院）火之見                                         |                                        |
| 5      | ■053         | 岡電                   | （行經 市役所、大元、下中野、汗入、妹尾醫院）重井醫院                                       |                                        |
| 5      | ■063         | 岡電                   | （行經 市役所、大元、下中野、汗入、妹尾醫院）Convex岡山                                     |                                        |
| 5      | ■616         | 下電                   | （行經 市役所、大元、下中野、汗入）興除營業所                                               |                                        |
| 5      | ■617         | 下電                   | （行經 市役所、大元、下中野、汗入、興除營業所、植松）兒島站                                 |                                        |
| 5      | ■003         | 岡電、下電             | 天滿屋                                                                                      | 汗入方向發出的班次。共同運行           |
| 5      | ■            | 岡電、下電             | ［直行］岡山中學校、高等學校                                                                | 該校休假時不營運。共同運行             |
| 6      | ■807         | 備北                   | （行經 濟生會醫院、三門、萬成、東總社、總社、豪溪、日羽、成羽、川上巴士中心）地頭           |                                        |
| 6      | ■885         | 中鐵                   | （行經 濟生會醫院、三門、萬成、平津橋、楢津）芳賀佐山團地、研究園區                         |                                        |
| 6      | ■886         | 中鐵                   | （行經 濟生會醫院、三門、萬成、平津橋、大窪）芳賀佐山團地                                   |                                        |
| 6      | ■893         | 中鐵                   | （行經 濟生會醫院、萬成、楢津、芳賀佐山團地）吉備高原復健中心                               |                                        |
| 7      | ■016         | 岡電、中鐵             | （行經 濟生會醫院、運動公園、津高營業所妙霑寺）津高台團地、半田山Heights                    | 共同運行                               |
| 7      | ■026         | 岡電、中鐵             | （行經 濟生會醫院、運動公園、津高營業所妙霑寺）國立醫院                                     | 共同運行                               |
| 7      | ■036         | 岡電、中鐵             | （行經 濟生會醫院、運動公園、津高營業所妙霑寺）辛香口                                       | 共同運行                               |
| 7      | ■086         | 岡電、中鐵             | （行經 濟生會醫院、運動公園、津高營業所妙霑寺）免許中心                                     | 共同運行                               |
| 7      | ■096         | 岡電、中鐵             | ［Nonstop］免許中心                                                                         | 僅平日運行。共同運行                   |
| 7      | ■003         | 岡電、中鐵             | 天滿屋                                                                                      | 津高方向發車的班次。共同運行           |
| 7      | ■015         | 岡電                   | （行經 濟生會醫院）京山、池田動物園                                                         | 平日午前7時18分、週六日午前7時21分發車 |
| 8      |              | 兩備、岡電、宇野、下電 | 下車專用                                                                                    |                                        |
| 9      | ■008         | 岡電                   | （行經 天滿屋、縣廳、二本松）岡電高屋                                                       |                                        |
| 9      | ■008         | 岡電                   | （行經 天滿屋）縣廳                                                                         | 僅平日運行                             |
| 9      | ■003,013,023 | 岡電                   | 天滿屋                                                                                      | 汗入方向、津高方向發出的班次除外       |
| 9      | ■            | 中鐵                   | 天滿屋                                                                                      | 芳賀、佐山方向發出的班次               |
| 9      | ■905         | 中鐵北部               | 〔高速〕（岡山自動車道、賀陽交流道、有漢交流道、北房水田巴士站）落合、勝山                  | 乗車のみ                               |
| 10     | ■314         | 兩備                   | （行經 天滿屋、縣廳、東山、益野）西大寺                                                     |                                        |
| 10     | ■315         | 兩備                   | （行經 市役所、千日前、東山、益野）西大寺                                                   |                                        |
| 10     | ■347         | 兩備                   | （行經 天滿屋、西大寺町、小橋、平井、沖元、津田）西大寺                                     |                                        |
| 10     | ■341         | 兩備                   | （行經 天滿屋、縣廳、東山）岡山國際飯店、操南台團地                                         |                                        |
| 10     | ■208         | 兩備                   | （行經 天滿屋、縣廳、國富、原尾島、清水）旭川莊                                             | 低底盤巴士                             |
| 10     | ■臨時        | 兩備                   | ［直行］西寶傳                                                                              | （犬島連絡）僅乘車                     |
| 11     | ■251b        | 宇野                   | （行經 表町巴士中心、縣廳、二本松）長岡團地                                                 |                                        |
| 11     | ■205         | 宇野                   | （行經 表町巴士中心、縣廳、藤原、清水）四御神                                               |                                        |
| 11     | ■206         | 宇野                   | （行經 中區役所、岡山心臟診所、新屋敷團地、東岡山站前）東岡山                               |                                        |
| 11     | ■251         | 宇野                   | （行經 表町巴士中心、縣廳、二本松）長岡站前（東岡山站南口）                                 |                                        |
| 11     | ■252         | 宇野                   | （行經 表町巴士中心、縣廳、二本松、長岡、平島）八日市                                       |                                        |
| 11     | ■253         | 宇野                   | （行經 表町巴士中心、縣廳、二本松、長岡、平島）片上                                         |                                        |
| 11     | ■254         | 宇野                   | （行經 表町巴士中心、縣廳、二本松、長岡、平島）瀨戶站                                       |                                        |
| 11     | ■256         | 宇野                   | （行經 表町巴士中心、縣廳、二本松、長岡、平島、瀨戸站、下市、赤磐市役所）NEOPOLIS東6丁目    |                                        |
| 11     | ■259         | 宇野                   | （行經 表町巴士中心、縣廳、二本松、長岡、平島、瀨戶站、下市、赤磐市役所）NEOPOLIS西9丁目    |                                        |
| 12     | ■            | 宇野                   | （行經 法界院、原、玉柏、新道穗崎、新道河本、下市、町苅田、仁堀）周匝                       | 僅平日運行                             |
| 12     | ■210         | 宇野                   | （行經 法界院、原、玉柏、新道穗崎、新道河本、下市、町苅田、仁堀）湯鄉溫泉、林野站           |                                        |
| 12     | ■216         | 宇野                   | （行經 法界院、原、玉柏、新道穗崎、新道河本、赤磐市役所口）NEOPOLIS東6丁目                  |                                        |
| 12     | ■219         | 宇野                   | （行經 法界院、原、玉柏、新道穗崎、新道河本、赤磐市役所口）NEOPOLIS西9丁目                  |                                        |
| 12     | ■229         | 宇野                   | （行經 法界院、原、玉柏、新道穗崎、山陽團地西、下市、赤磐市役所口）NEOPOLIS西9丁目          |                                        |
| 12     | ■233         | 宇野                   | （行經 法界院、原、玉柏、新道穗崎、山陽團地西→中）循環 山陽團地                             |                                        |
| 12     | ■236         | 宇野                   | （行經 法界院、原、玉柏、新道穗崎、山陽團地中、下市、赤磐市役所口）NEOPOLIS東6丁目          |                                        |
| 12     | ■239         | 宇野                   | （法界院、原、玉柏、新道穗崎、山陽團地中、下市、赤磐市役所口）NEOPOLIS西9丁目               |                                        |
| 13     | ■017         | 岡電                   | （行經 天滿屋、法界院）御野校前、妙善寺                                                     | 早晨晩間不經天滿屋                     |
| 13     | ■067         | 岡電                   | （行經 天滿屋、法界院）榊原醫院前、妙善寺                                                   | 僅平日運行                             |
| 13     | ■027         | 岡電                   | （行經 天滿屋、法界院）御野校前、三野公園                                                   | 早晨晩間不經天滿屋                     |
| 13     | ■077         | 岡電                   | （行經 天滿屋、法界院）榊原醫院前、三野公園                                                 | 早晨晩間不經天滿屋                     |
| 13     | ■037         | 岡電                   | （天滿屋、法界院）御野校前、岡山理科大學東門                                                | 早晨晩間不經天滿屋                     |
| 13     | ■087         | 岡電                   | （行經 天滿屋、法界院）榊原醫院前、岡山理科大學東門                                         | 僅平日運行                             |

### 岡山站西口的巴士乘車處

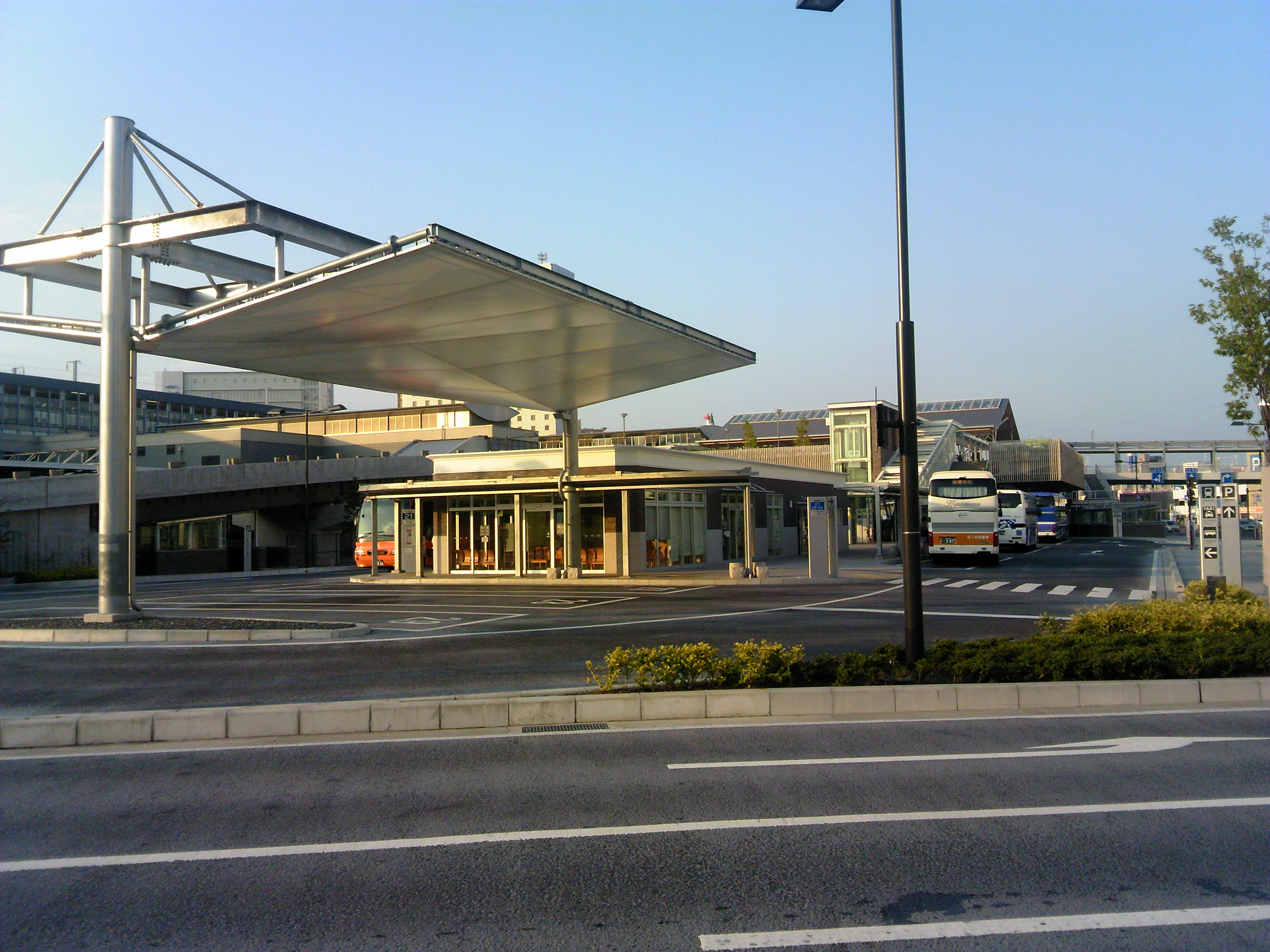
西口巴士總站

#### 岡山站西口巴士總站
2010年5月，西口交通廣場1樓完成的巴士總站是島式巴士站，巴士從巴士總站西南側入，東北側出，在站內僅能以逆時針單向行駛。巴士總站東北側起的乘車處依序為東側21 - 23號、西側24 - 26號，北側為27號，27號乘車處北側有與其平行的觀光巴士及高速巴士中途乘車處的28、29號乘車處。21 - 23號乘車處東側有路線巴士、高速巴士折返等候、調整時間用的巴士停放區。
巴士總站中央為岡山站西口巴士中心，建物內有候車室（4:00 - 22:20）與各巴士公司的乘車券售票櫃台（兩備巴士3櫃，中國JR巴士、下津井電鐵、岡山電氣軌道各1櫃），高速巴士、利木津巴士乘車券自動售票機（兩備巴士用、下津井電鐵用、岡山機場利木津巴士用（可使用Edy）各1台），廁所（男性用，女性用，無障礙廁所）。

##### 路線巴士、岡山機場利木津巴士
巴士公司
- ■■岡電巴士（岡山電氣軌道）
- ■中鐵巴士

| 乘車處 | ■路線編號    | 公司名     | 目的地、方向                                                      | 備註           |
| ------ | ------------ | ---------- | ----------------------------------------------------------------- | -------------- |
| 21     | ■872,877,879 | 中鐵、岡電 | 〔特急〕（行經 研究園區） 岡山桃太郎機場 〔直行〕岡山桃太郎機場   | 機場利木津巴士 |
| 22     | ■047         | 岡電       | 〔循環〕（行經 濟生會醫院、運動公園）岡大、理大                   |                |
| 22     | ■047a        | 岡電       | （行經 濟生會醫院、運動公園、岡大）岡山理科大學専門學校           |                |
| 23     | ■024         | 岡電       | （行經 昭和町、高柳、大安寺、西署前、花尻入口）尾上               |                |
| 23     | ■034         | 岡電       | （行經 昭和町、高柳、大安寺、西署前、花尻入口）神道山             |                |
| 23     | ■076         | 岡電       | （行經 濟生會醫院、武道館前、岡山中央醫院、笹瀨）津高營業所妙霑寺 |                |
| 23     |              | 岡電、中鐵 | 明誠學院專用學校巴士                                              |                |

##### 高速巴士、定期觀光巴士
- 2010年5月31日以前，高速巴士是停靠岡山站東口的岡山站前巴士乘車處，定期觀光巴士一樣停靠東口巴士總站。同年6月1日起入駐現在的岡山站西口巴士總站。
- 入駐後，24 - 27號乘車處成為高速巴士、定期觀光巴士專用乘車處。
- 高速巴士乘車處依方向區分（24號：東京、名古屋、以及大阪方向以外的近畿，25號：大阪，26號：中四國，27號：福岡）。

| 乘車處 | ■愛稱                                         | 公司名                             | 目的地                                                                                    | 備註                        |
| ------ | --------------------------------------------- | ---------------------------------- | ----------------------------------------------------------------------------------------- | --------------------------- |
| 24     | ■盧布朗號                                     | 兩備、東北急行                     | 橫濱（YCAT）、東京（品川、台場）                                                          | 夜行班次（行經 津山）       |
| 24     | ■Luminous號                                   | 下電、小田急城市                   | 東京（Busta新宿、東京凱悅酒店）                                                           | 夜行班次（行經 津山）       |
| 24     | ■麝香葡萄號                                   | 兩備、關東巴士                     | 東京（Busta新宿、中野站北口、丸山營業所）                                                 | 夜行班次（行經 津山）       |
| 24     | ■京濱吉備Dream號                              | 中J                                | 橫濱站（YCAT）、東京（Busta新宿（新宿站新南口）、東京站日本橋口、新木場站）               | 夜行班次（行經 山陽交流道） |
| 24     | ■Dream岡山·廣島號                             | 中J                                | 橫濱站（YCAT）、東京（東京站日本橋口）                                                    | 夜行班次                    |
| 24     | ■Mamakari Liner                               | 兩備、東北急行                     | 東京（東京站八重洲通、上野站前、淺草站前、東京營業所）                                    | 夜行班次（行經 山陽交流道） |
| 24     | ■Ryobi Express名古屋號                        | 兩備                               | 名古屋站新幹線口                                                                          | 夜行便あり                  |
| 24     | ■京都Express                                  | 下電、兩備、京阪京都交通           | 京都站烏丸口                                                                              |                             |
| 24     | ■關空利木津巴士                               | 兩備、關西空港交通、南海巴士       | 關西國際機場                                                                              |                             |
| 24     | ■Ryobi Express神戶 Harbor Prince Harbor Liner | 兩備、中鐵、神姬                   | 神戶（三宮站、神戶港塔前、神戶波多比亞飯店）                                              |                             |
| 24     | ■岡山Express津山號                            | 兩備                               | 津山（津山停車區、津山站）                                                                | 行經一般道（國道53號）      |
| 25     | ■Ryobi Express                                | 兩備                               | 大阪（大阪國際機場、湊町（OCAT）、難波、USJ）                                             |                             |
| 25     | ■吉備Express大阪號                            | 中J、兩備、下電、西JR              | 大阪（大阪站JR高速巴士總站、湊町（OCAT）、USJ）                                           |                             |
| 26     | ■Sunsun Liner                                 | 兩備、中J、廣交                    | 広島（中筋站、不動院、廣島巴士中心）                                                      |                             |
| 26     | ■桃太郎Express                                | 兩備、中鐵、中J、日之丸、一畑巴士  | 米子站、松江站、出雲市站                                                                  |                             |
| 26     | ■新倉吉街道Express                            | 日之丸                             | 湯原溫泉口、蒜山犬挾、關金溫泉、倉吉（倉吉站、日之丸自動車倉吉營業所）                    | 行經關金                    |
| 26     | ■新倉吉街道Express                            | 日之丸                             | 三朝町役場、倉吉（倉吉站、日之丸自動車倉吉營業所）                                        | 行經三朝                    |
| 26     | ■Ryobi Express德島 Edy號                      | 兩備、德島巴士                     | 鳴門交流道北口、松茂、德島站                                                              |                             |
| 26     | ■Madonna Express                              | 下電、兩備、伊予鐵巴士、JR四國巴士 | 松山（大街道、松山市站、松山站）                                                          |                             |
| 26     | ■龍馬Express                                  | 下電、兩備、土佐電、JR四國巴士     | 高知（知寄町一丁目、播磨屋橋、高知站）                                                    |                             |
| 27     | ■天馬號                                       | 下電、兩備、西鐵                   | 北九州（小倉站、砂津、黑崎交流道（引野口））、 福岡（博多巴士總站、西鐵天神高速巴士總站） | 夜行班次（行經 倉敷站北口） |
| 27     | ■定期觀光巴士                                 | 兩備、岡山交通                     |                                                                                           |                             |

#### Lit City大樓前
路線巴士
| ■路線編號 | 公司名 | 目的地、方向              | 備註       |
| --------- | ------ | ------------------------- | ---------- |
| ■003      | 岡電   | （行經 縣民局入口）天滿屋 | 僅平日運行 |

高速巴士
| 路線愛稱       | 公司名           | 目的地、方向                                      | 備註 |
| -------------- | ---------------- | ------------------------------------------------- | ---- |
| Orion巴士      | O.T.B.           | 東京（Busta新宿）                                 |      |
| WILLER EXPRESS | WILLER EXPRESS   | 橫濱站（YCAT）、東京（Busta新宿）、東京迪士尼樂園 |      |
| JAMJAM LINER   | JAMJAM Express   | 橫濱站（YCAT）、東京（東京站鍛冶橋駐車場）        |      |
| KB Liner       | 千葉未來觀光巴士 | 東京（Busta新宿）                                 |      |
| 杉崎高速巴士   | 杉崎觀光巴士     | 橫濱（櫻木町站前）、東京（池袋站東口）            |      |

### 「岡山站前」巴士站、「西川綠道公園前」巴士站
岡山站前的桃太郎大通北側ICOTNICOT前從站前側起為1至7號乘車處，對向的中國銀行岡山站前支店前從站前側起為8與9號乘車處，7號乘車處東側為10-2號與10-1號乘車處，華盛頓飯店前為11號乘車處。
1號至6號與8號、9號、10-1號、10-2號乘車處稱為「岡山站前」，7號與11號乘車處稱為「西川綠道公園前」。
1號至11號有屋頂（其中宇野巴士的6號乘車處設有空調設備）遮蔽。但是華盛頓飯店前的岡電巴士經岡山站班次使用的巴士站，與中國銀行岡山站前支店前的岡電巴士（新岡山港、三蟠南、岡山接觸中心方向發出的班次）、兩備巴士用的巴士站沒有屋頂遮蔽。
宇野巴士的巴士站設有巴士進站顯示器。
2010年6月1日起，往縣外的高速巴士全部移往岡山站西口前廣場的高速巴士專用巴士站，因此原有的10號乘車處改為10-1、10-2號供一般路線巴士使用。
停靠巴士公司
- ■宇野巴士（宇野自動車）
- ■岡電巴士（岡山電氣軌道）
- ■下電巴士（下津井電鐵）（日语：下津井電鉄）
- ■中鐵巴士（日语：中鉄バス）
- ■八晃運輸（日语：八晃運輸）
- ■備北巴士（日语：備北バス）
- ■兩備巴士（兩備控股）

#### 一般路線（ICOTNICOT前）
| 乘車處 | ■路線編號    | 公司名          | 目的地、方向                                                                                | 備註                                   |
| ------ | ------------ | --------------- | ------------------------------------------------------------------------------------------- | -------------------------------------- |
| 1      | ■000         | 岡電            | （行經 天滿屋、清輝橋、洲崎）中央市場                                                       | 僅平日運行。早晨不經天滿屋             |
| 1      | ■011         | 岡電            | （行經 天滿屋、清輝橋、洲崎）築港元町                                                       | 早晨不經天滿屋                         |
| 1      | ■041         | 岡電            | （行經 天滿屋、清輝橋、浦安體育館）岡南飛行場                                               |                                        |
| 1      | ■021         | 岡電            | （行經 天滿屋、清輝橋、洲崎）岡山勞災醫院                                                   |                                        |
| 1      | ■051         | 岡電            | （行經 天滿屋、清輝橋、青江日赤）大東                                                       |                                        |
| 2      | ■018         | 岡電            | （行經 天滿屋、後樂園、濱）藤原團地                                                         |                                        |
| 2      | ■008         | 岡電            | （行經 天滿屋、縣廳、二本松）岡電高屋                                                       |                                        |
| 2      | ■008         | 岡電            | （行經 天滿屋）縣廳                                                                         | 僅平日運行                             |
| 2      | ■003,013,023 | 岡電            | 天滿屋                                                                                      |                                        |
| 2      | ■003         | 岡電、中鐵      | 天滿屋                                                                                      | 往津高方向。共同運行                   |
| 2      | ■003         | 岡電、下電      | 天滿屋                                                                                      | 往汗入方向。共同運行                   |
| 3      | ■            | 兩備            | （行經 天滿屋、縣廳、東山）益野西                                                           |                                        |
| 3      | ■314         | 兩備            | （行經 天滿屋、縣廳、東山、益野）西大寺                                                     |                                        |
| 3      | ■347         | 兩備            | （行經 天滿屋、西大寺町、小橋、平井、沖元、津田）西大寺                                     |                                        |
| 3      | ■341         | 兩備            | （行經 天滿屋、縣廳、東山）岡山国際飯店、操南台團地                                         |                                        |
| 3      | ■208         | 兩備            | （行經 天滿屋、縣廳、國富、原尾島、清水）旭川莊                                             | 低底盤巴士                             |
| 4      | ■07A         | 岡電            | （行經 天滿屋、西大寺町、山陽學園、旭東醫院）桑野營業所、岡山接觸中心                       |                                        |
| 4      | ■09A         | 岡電            | （行經 天滿屋、西大寺町、山陽學園、旭東醫院）三蟠南                                         |                                        |
| 4      | ■091         | 岡電            | （行經 天滿屋、西大寺町、山陽學園、旭東醫院）新岡山港                                       |                                        |
| 4      | ■501         | 兩備            | （行經 天滿屋、洲崎、締切堤防、上山坂、田井）宇野站                                         |                                        |
| 4      | ■502         | 兩備            | （天滿屋、洲崎、締切堤防、小串）鉾立                                                        |                                        |
| 4      | ■505         | 兩備            | 〔特急〕（行經 天滿屋、洲崎、締切堤防、八濱、田井、宇野站、宇野港、三井E&S） 澀川、玩具王國 | 澀川特急彩虹巴士                       |
| 4      | ■531         | 兩備            | （行經 天滿屋、青江日赤、興陽高校）岡山南支援學校                                           | 該校休假時不營運                       |
| 4      | ■533         | 兩備            | （行經 天滿屋、青江日赤、興陽高校、秀天橋、宇野站）玉野市役所前                             |                                        |
| 4      | ■534         | 兩備            | （行經 天滿屋、青江日赤、興陽高校、秀天橋、宇野站、三井E&S）澀川                            |                                        |
| 4      | ■535         | 兩備            | （行經 天滿屋、青江日赤、興陽高校、秀天橋、莊內、長尾、三井E&S）澀川                        |                                        |
| 5      | ■            | 中鐵            | 天滿屋                                                                                      | 往芳賀、佐山方向                       |
| 5      | ■807         | 備北            | 天滿屋                                                                                      |                                        |
| 6      | ■            | 宇野            | 表町BC                                                                                      |                                        |
| 6      | ■251b        | 宇野            | （行經 表町BC、縣廳、二本松）長岡團地                                                       |                                        |
| 6      | ■205         | 宇野            | （表町BC、縣廳、藤原、清水）四御神                                                          |                                        |
| 6      | ■206         | 宇野            | （行經 中区役所、岡山ハートクリニック、新屋敷團地、東岡山站前）東岡山                       |                                        |
| 6      | ■251         | 宇野            | （行經 表町BC、縣廳、二本松）長岡站前（東岡山站南口）                                       |                                        |
| 6      | ■252         | 宇野            | （行經 表町BC、縣廳、二本松、長岡、平島）八日市                                             |                                        |
| 6      | ■253         | 宇野            | （行經 表町BC、縣廳、二本松、長岡、平島）片上                                               |                                        |
| 6      | ■254         | 宇野            | （行經 表町BC、縣廳、二本松、長岡、平島）瀨戶站                                             |                                        |
| 6      | ■256         | 宇野            | （行經 表町BC、縣廳、二本松、長岡、平島、瀨戶站、下市、赤磐市役所）NEOPOLIS東6丁目          |                                        |
| 6      | ■259         | 宇野            | （行經 表町BC、縣廳、二本松、長岡、平島、瀨戸站、下市、赤磐市役所）NEOPOLIS西9丁目          |                                        |
| 6      | ■            | 宇野            | （行經 法界院、原、玉柏、新道穗崎、新道河本、下市、町苅田、仁堀）周匝                       | 僅平日運行                             |
| 6      | ■210         | 宇野            | （行經 法界院、原、玉柏、新道穗崎、新道河本、下市、町苅田、仁堀）湯鄉溫泉、林野站           |                                        |
| 6      | ■216         | 宇野            | （行經 法界院、原、玉柏、新道穗崎、新道河本、赤磐市役所口）NEOPOLIS東6丁目                  |                                        |
| 6      | ■219         | 宇野            | （行經 法界院、原、玉柏、新道穗崎、新道河本、赤磐市役所口）NEOPOLIS西9丁目                  |                                        |
| 6      | ■229         | 宇野            | （行經 法界院、原、玉柏、新道穗崎、山陽團地西、下市、赤磐市役所口）NEOPOLIS西9丁目          |                                        |
| 6      | ■233         | 宇野            | （行經 法界院、原、玉柏、新道穗崎、山陽團地西→中）循環 山陽團地                             |                                        |
| 6      | ■236         | 宇野            | （行經 法界院、原、玉柏、新道穗崎、山陽團地中、下市、赤磐市役所口）NEOPOLIS東6丁目          |                                        |
| 6      | ■239         | 宇野            | （行經 法界院、原、玉柏、新道穗崎、山陽團地中、下市、赤磐市役所口）NEOPOLIS西9丁目          |                                        |
| 6      | ■1           | 八晃            | 〔めぐりん醫大右線〕NTT、大雲寺、東中央町、清輝橋、大學醫院入口                             |                                        |
| 6      | ■3           | 八晃            | 〔めぐりん益野線〕（縣廳、東山、益野）新橋                                                  | 10-1番乘車處にも停車                   |
| 6      | ■6           | 八晃            | 〔めぐりん日赤線〕NTT、大雲寺、東中央町、清輝橋、大學醫院入口、大元、日赤醫院               |                                        |
| 7      | ■015         | 岡電            | （行經 濟生會醫院）京山、池田動物園                                                         | 平日午前7時19分、週六日午前7時22分發車 |
| 7      | ■016         | 岡電、中鐵      | （行經 濟生會醫院、運動公園、津高營業所妙霑寺）津高台團地、半田山Hights                     | 共同運行                               |
| 7      | ■026         | 岡行經 電、中鐵 | （濟生會醫院、運動公園、津高營業所妙霑寺）國立醫院                                          | 共同運行                               |
| 7      | ■036         | 岡電、中鐵      | （行經 濟生會醫院、運動公園、津高營業所妙霑寺）辛香口                                       | 共同運行                               |
| 7      | ■086         | 岡電、中鐵      | （行經 濟生會醫院、運動公園、津高營業所妙霑寺）免許中心                                     | 共同運行                               |
| 10-2   | ■084         | 岡電            | （行經 天滿屋）北長瀨站                                                                     |                                        |
| 10-2   | ■044         | 岡電            | （行經 天滿屋、下撫川）清心學園                                                             | 僅平日運行。午前7時31分發車            |
| 10-2   | ■054         | 岡電            | （行經天滿屋、下撫川）中庄站                                                                |                                        |
| 10-2   | ■014         | 岡電            | （行經 天滿屋、下撫川）RSK玫瑰園、東花尻                                                    |                                        |
| 10-2   | ■605         | 兩備            | （行經 天滿屋、下撫川）倉敷站                                                               |                                        |
| 10-2   | ■603         | 下電            | （行經 天滿屋、北長瀨站）中庄站                                                             |                                        |
| 10-1   | ■3           | 八晃            | 〔めぐりん益野線〕（行經 縣廳、東山、益野）新橋                                             | 亦停靠6號乘車處                        |

#### 一般路線（中國銀行岡山站前支店前）
| 乘車處 | ■路線編號 | 公司名     | 目的地、方向                                                                              | 備註                                                 |
| ------ | --------- | ---------- | ----------------------------------------------------------------------------------------- | ---------------------------------------------------- |
| 8      | ■016      | 岡電、中鐵 | （行經岡山站、濟生會醫院、運動公園、津高營業所妙霑寺）津高台團地、半田山Heights           | 共同運行                                             |
| 8      | ■026      | 岡電、中鐵 | （行經岡山站、濟生會醫院、運動公園、津高營業所妙霑寺）國立醫院                            | 共同運行                                             |
| 8      | ■036      | 岡電、中鐵 | （行經岡山站、濟生會醫院、運動公園、津高營業所妙霑寺）辛香口                              | 共同運行                                             |
| 8      | ■086      | 岡電、中鐵 | （行經岡山站、濟生會醫院、運動公園、津高營業所妙霑寺）免許中心                            | 共同運行                                             |
| 8      | ■885      | 中鐵       | （行經岡山站、濟生會醫院、三門、萬成、平津橋、楢津）芳賀佐山團地、研究園區                |                                                      |
| 8      | ■886      | 中鐵       | （行經岡山站、濟生會醫院、三門、萬成、平津橋、大窪）芳賀佐山團地                          |                                                      |
| 8      | ■893      | 中鐵       | （行經岡山站、濟生會醫院、萬成、楢津、芳賀佐山團地）吉備高原復健中心                      |                                                      |
| 8      | ■807      | 備北       | （行經岡山站、濟生會醫院、三門、萬成、東總社、總社、豪溪、日羽、成羽、川上巴士中心）地頭  |                                                      |
| 9      | ■         | 宇野       | 岡山站                                                                                    |                                                      |
| 9      | ■206      | 宇野       | （行經岡山站、中區役所、岡山心臟診所、新屋敷團地、東岡山站前）[[:[東岡山\|[東岡山]]       |                                                      |
| 9      | ■         | 宇野       | （行經岡山站、法界院、原、玉柏、新道穗崎、新道河本、下市、町苅田、仁堀）周匝              | 平日のみ運行                                         |
| 9      | ■210      | 宇野       | （行經岡山站、法界院、原、玉柏、新道穗崎、新道河本、下市、町苅田、仁堀）湯鄉溫泉、林野站  |                                                      |
| 9      | ■216      | 宇野       | （行經岡山站、法界院、原、玉柏、新道穗崎、新道河本、赤磐市役所口）NEOPOLIS東6丁目         |                                                      |
| 9      | ■219      | 宇野       | （行經岡山站、法界院、原、玉柏、新道穗崎、新道河本、赤磐市役所口）NEOPOLIS西9丁目         |                                                      |
| 9      | ■229      | 宇野       | （行經岡山站、法界院、原、玉柏、新道穗崎、山陽團地西、下市、赤磐市役所口）NEOPOLIS西9丁目 |                                                      |
| 9      | ■233      | 宇野       | （行經岡山站、法界院、原、玉柏、新道穗崎、山陽團地西→中）循環 山陽團地                    |                                                      |
| 9      | ■236      | 宇野       | （行經岡山站、法界院、原、玉柏、新道穗崎、山陽團地中、下市、赤磐市役所口）NEOPOLIS東6丁目 |                                                      |
| 9      | ■239      | 宇野       | （行經岡山站、法界院、原、玉柏、新道穗崎、山陽團地中、下市、赤磐市役所口）NEOPOLIS西9丁目 |                                                      |
| 9      | ■0A1      | 岡電       |                                                                                           | 僅下車。新岡山港、三蟠南、岡山接觸中心方向發出的班次 |
| 9      | ■         | 兩備       |                                                                                           | 僅下車。                                             |
| 9      | ■4        | 八晃       | 〔めぐりん醫大左線〕市役所、水道局、大學醫院入口、清輝橋、東中央町、大雲寺                | 僅週六日運行                                         |
| 9      | ■5        | 八晃       | 〔めぐりん京橋線〕市役所、大雲寺、千日前、西大寺町                                        |                                                      |

#### 一般路線「西川綠道公園前」（華盛頓飯店前）
| 乘車處 | ■路線編號 | 公司名 | 目的地、方向                                                                 | 備註                                   |
| ------ | --------- | ------ | ---------------------------------------------------------------------------- | -------------------------------------- |
| 11     | ■001      | 岡電   | 岡山站                                                                       |                                        |
| 11     | ■02H      | 岡電   | （行經岡山站、市役所、水道局）大學醫院                                       |                                        |
| 11     | ■013      | 岡電   | （行經岡山站、市役所、水道局、大元）問屋町入口、健康促進財團醫院             |                                        |
| 11     | ■023      | 岡電   | （行經岡山站、市役所、水道局、大元醫院）平田、北長瀨站                       |                                        |
| 11     | ■083      | 岡電   | （行經岡山站、市役所、水道局、富田）新保、萬倍                               |                                        |
| 11     | ■012      | 岡電   | （行經岡山站、市役所、水道局、清輝橋）岡南營業所                             |                                        |
| 11     | ■015      | 岡電   | （行經岡山站、濟生會醫院）京山、池田動物園                                   | 平日午前7時14分、土休日午前7時17分發車 |
| 11     | ■076      | 岡電   | （行經岡山站西口、濟生會醫院、武道館前、岡山中央醫院、笹瀨）津高營業所妙霑寺 | 僅平日運行。午後14時28分發車           |
| 11     | ■         | 兩備   |                                                                              | 僅下車。津田、沖元方向發出班次         |

### 「站前町」巴士巴士
位於岡山站前市役所筋東側JR岡山站第1NK大樓前。
有屋頂遮蔽。
停靠本巴士站的宇野巴士、備北巴士不停靠岡山站東口巴士總站。
停靠巴士公司
- ■宇野巴士（宇野自動車）
- ■岡電巴士（岡山電氣軌道）
- ■中鐵巴士（日语：中鉄バス）
- ■備北巴士（日语：備北バス）

#### 一般路線（JR岡山站第1NK大樓前）
| ■路線編號 | 公司名     | 目的地、方向                    | 備註                       |
| --------- | ---------- | ------------------------------- | -------------------------- |
| ■001      | 岡電、中鐵 | 岡山站                          | 津高方向發出班次。共同運行 |
| ■003      | 岡電、中鐵 | （行經 岡山站、岡山站前）天滿屋 | 津高方向發出班次。共同運行 |
| ■         | 中鐵       | （行經 岡山站、岡山站前）天滿屋 | 芳賀、佐山方向發出班次     |
| ■807      | 備北       | （行經 岡山站前）天滿屋         | 不經岡山站                 |
| ■         | 宇野       | （行經 岡山站前）表町BC         | 不經岡山站                 |

## 相鄰車站
西日本旅客鐵道
 山陽新幹線（各列車的停車站參見列車條目）
相生－岡山－新倉敷
  山陽本線、 赤穗線、 伯備線（赤穗線途經東岡山站，伯備線途經倉敷站）
- 寝台特急「日出瀨戶」「日出出雲」停車站、特急「超級因幡」「八雲」到發站

■普通
西川原－岡山－（貨）岡山貨運站－北長瀨
 宇野港線、 瀨戶大橋線（宇野線）
- 寢台特急「日出瀨戶」停車站、特急「潮風」「南風」「渦潮」、快速「Marine Liner」到發站

■普通
岡山－大元
 津山線
■快速「壽」、■普通
法界院－岡山
 桃太郎線（吉備線）
岡山－備前三門
岡山電氣軌道
東山本線、清輝橋線
岡山站前（H01,S01）－西川綠道公園（H02,S02）

## 外部連結
- （日語） 岡山站情報 （页面存档备份，存于） - JR西日本
- （日語） 岡山電氣軌道 （页面存档备份，存于）